# Kühlturm

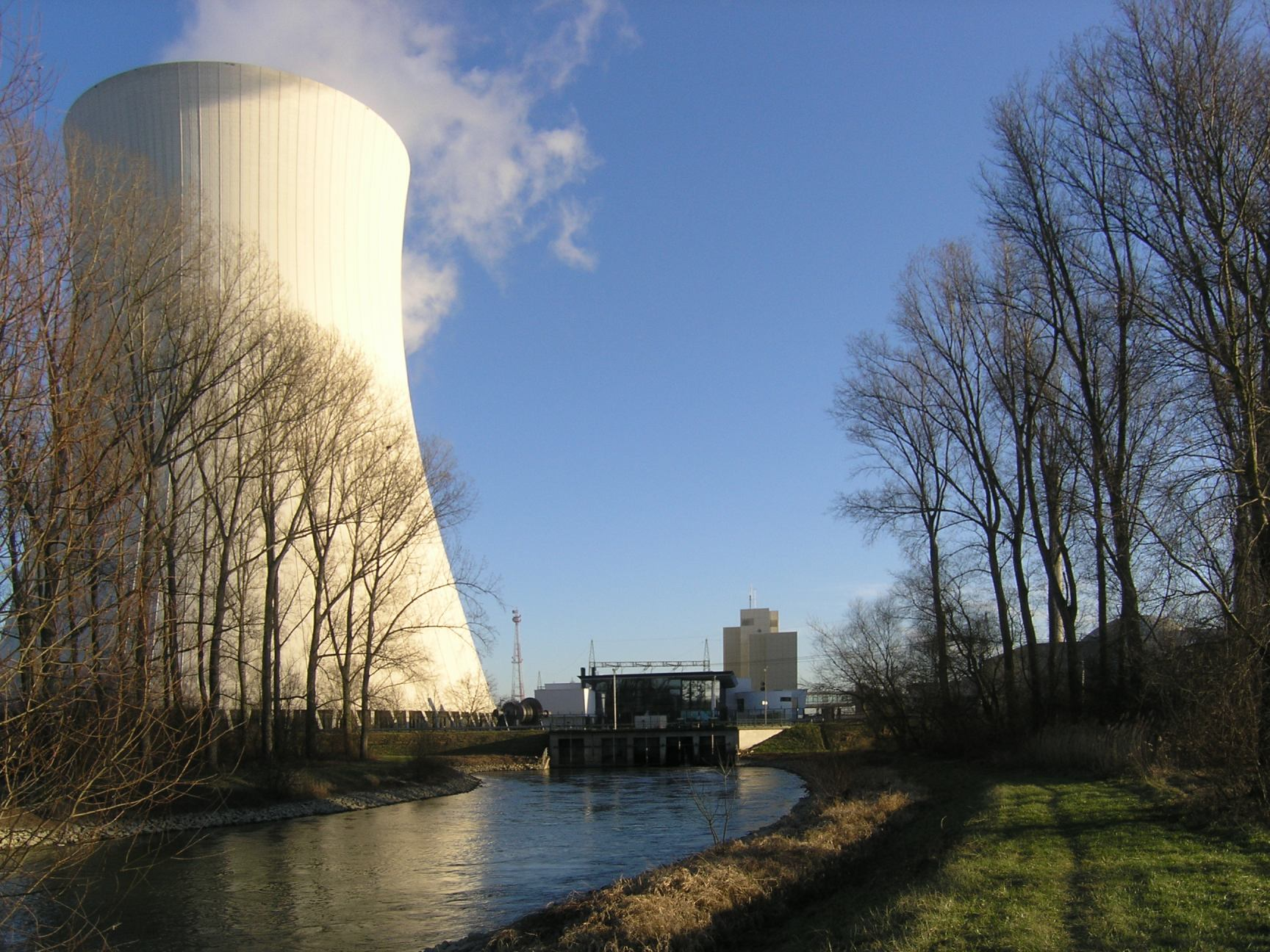
Naturzugkühlturm des Kernkraftwerks Philippsburg mit Ablauf

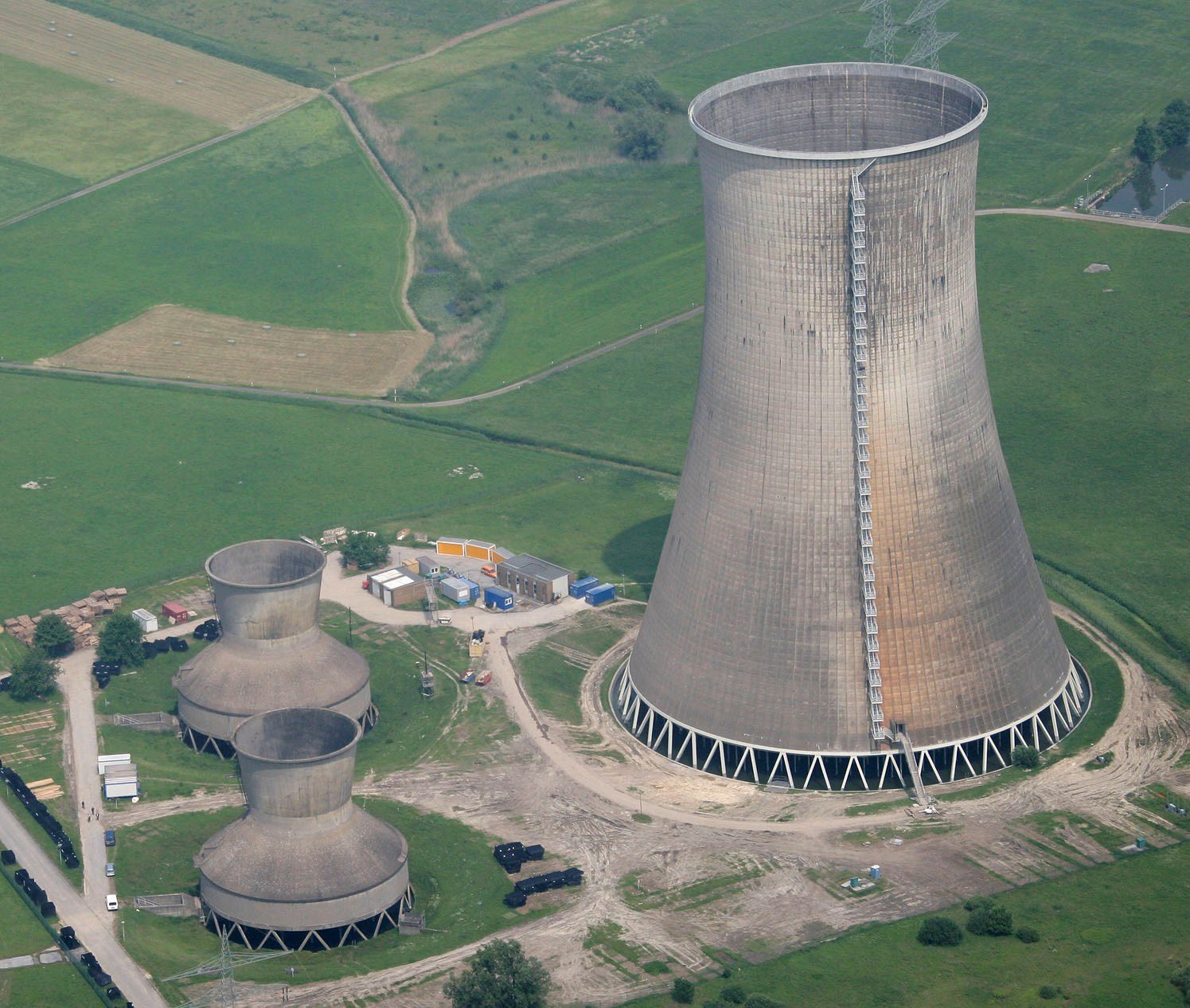
Ventilatorkühltürme (links, Höhe 34 Meter) und Naturzugkühlturm (rechts, Höhe 122 Meter) im Größenvergleich im Kraftwerk Westfalen

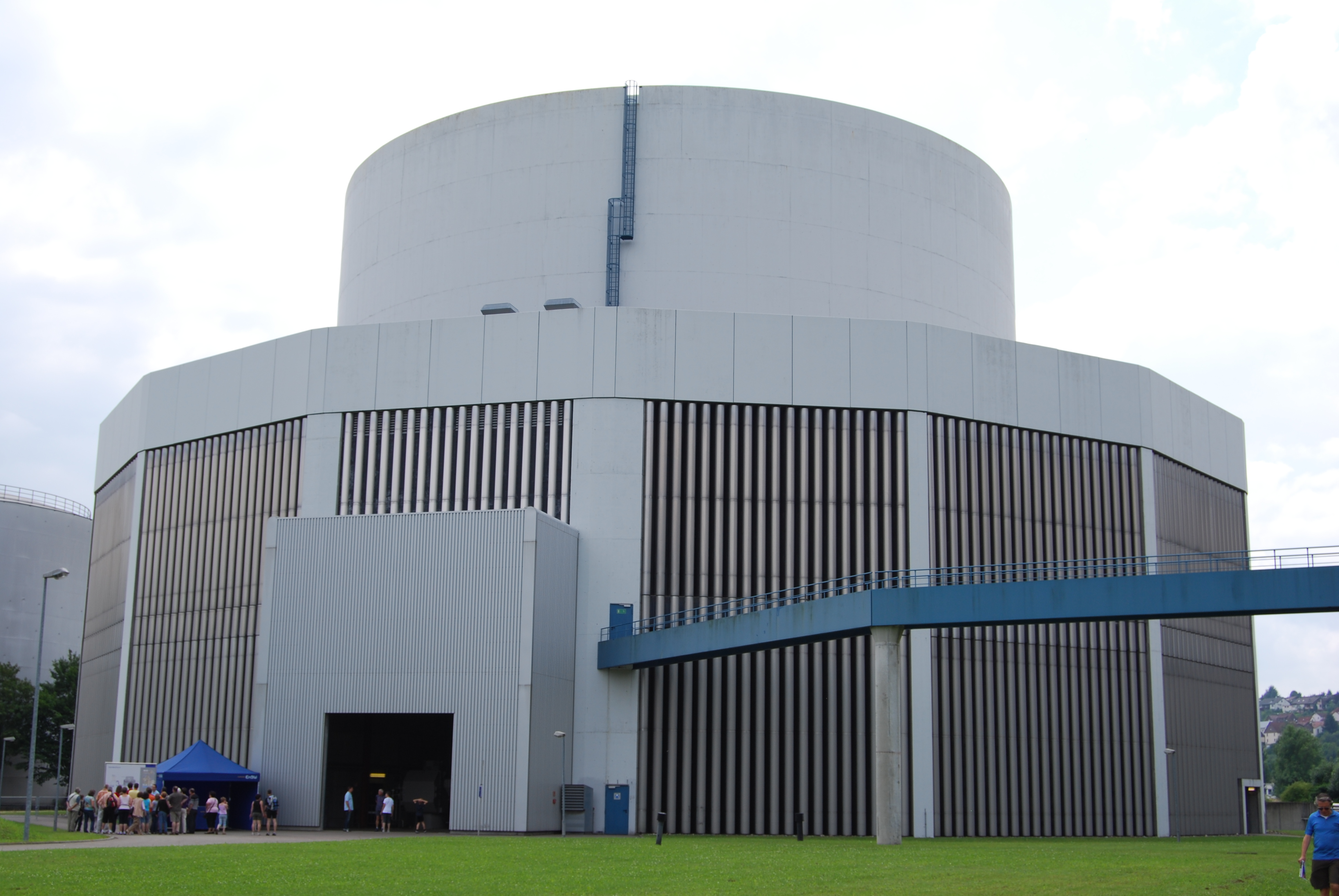
Hybridkühlturm des Kraftwerkblocks Altbach 2

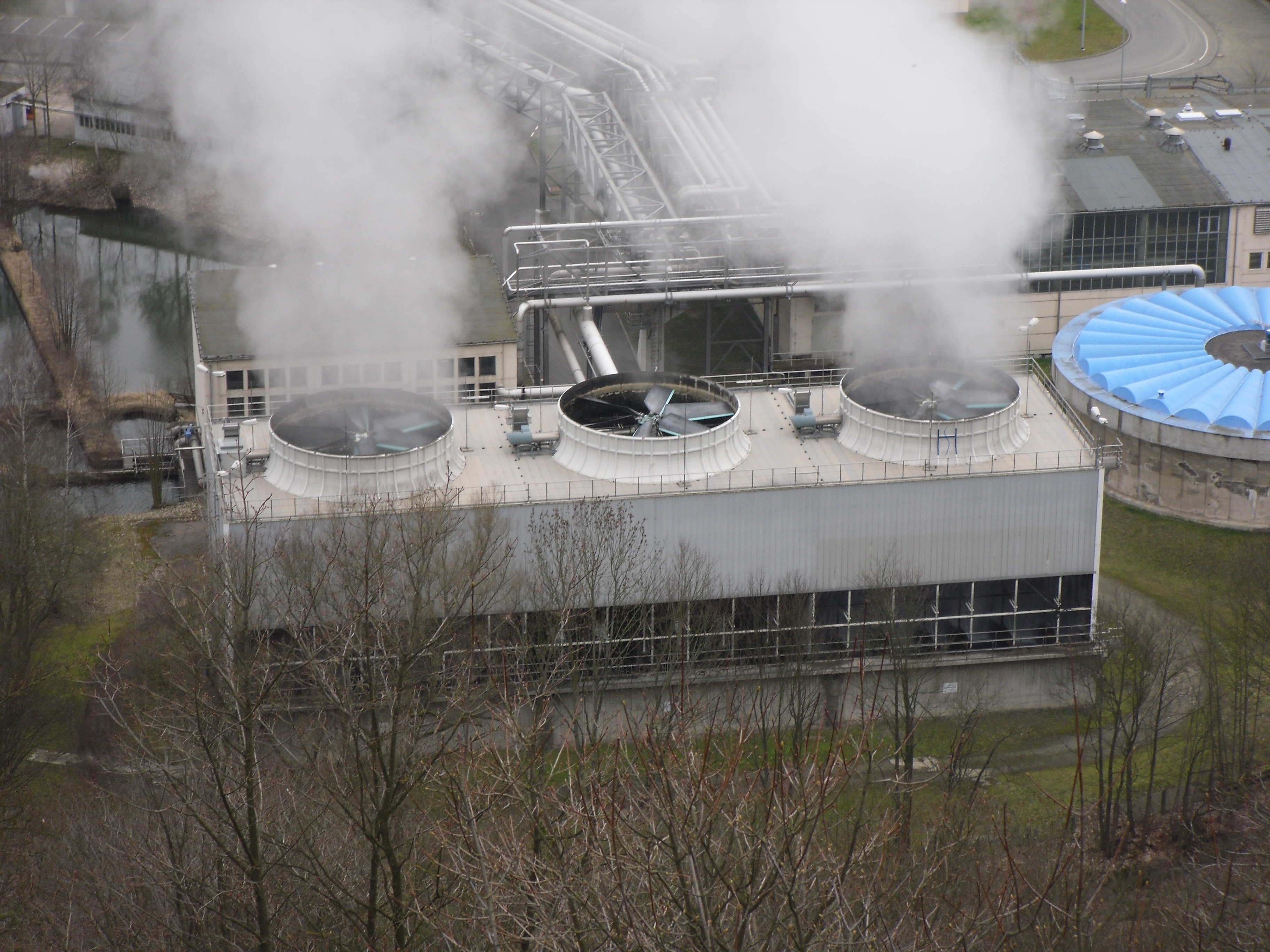
Zellenkühler (3 kompakte Ventilatorkühltürme als Block kombiniert)

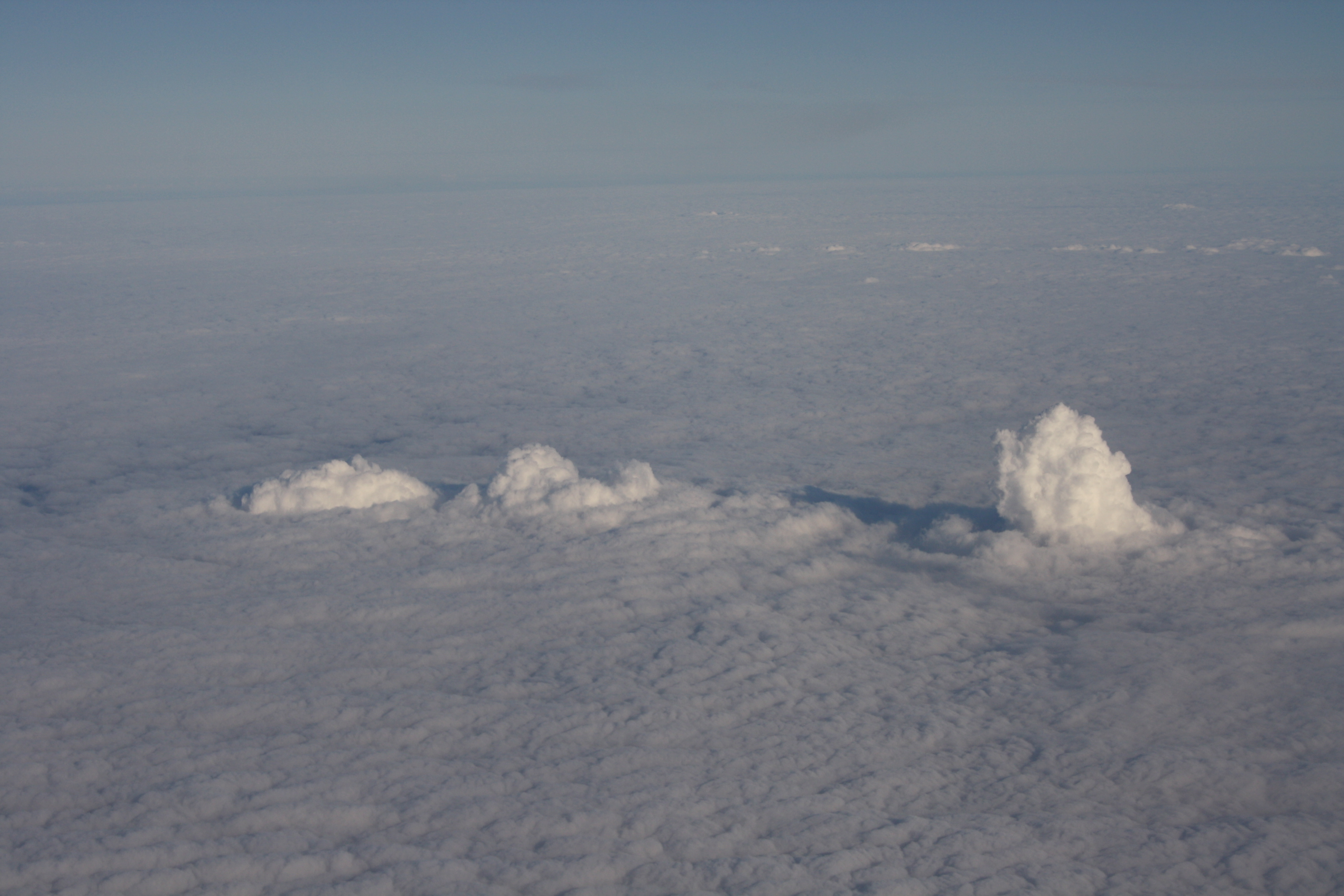
Die Wolken aus den Kühltürmen der Kraftwerke Frimmersdorf
(links), Neurath (Mitte) und Niederaußem (rechts) über der Wolkenschicht

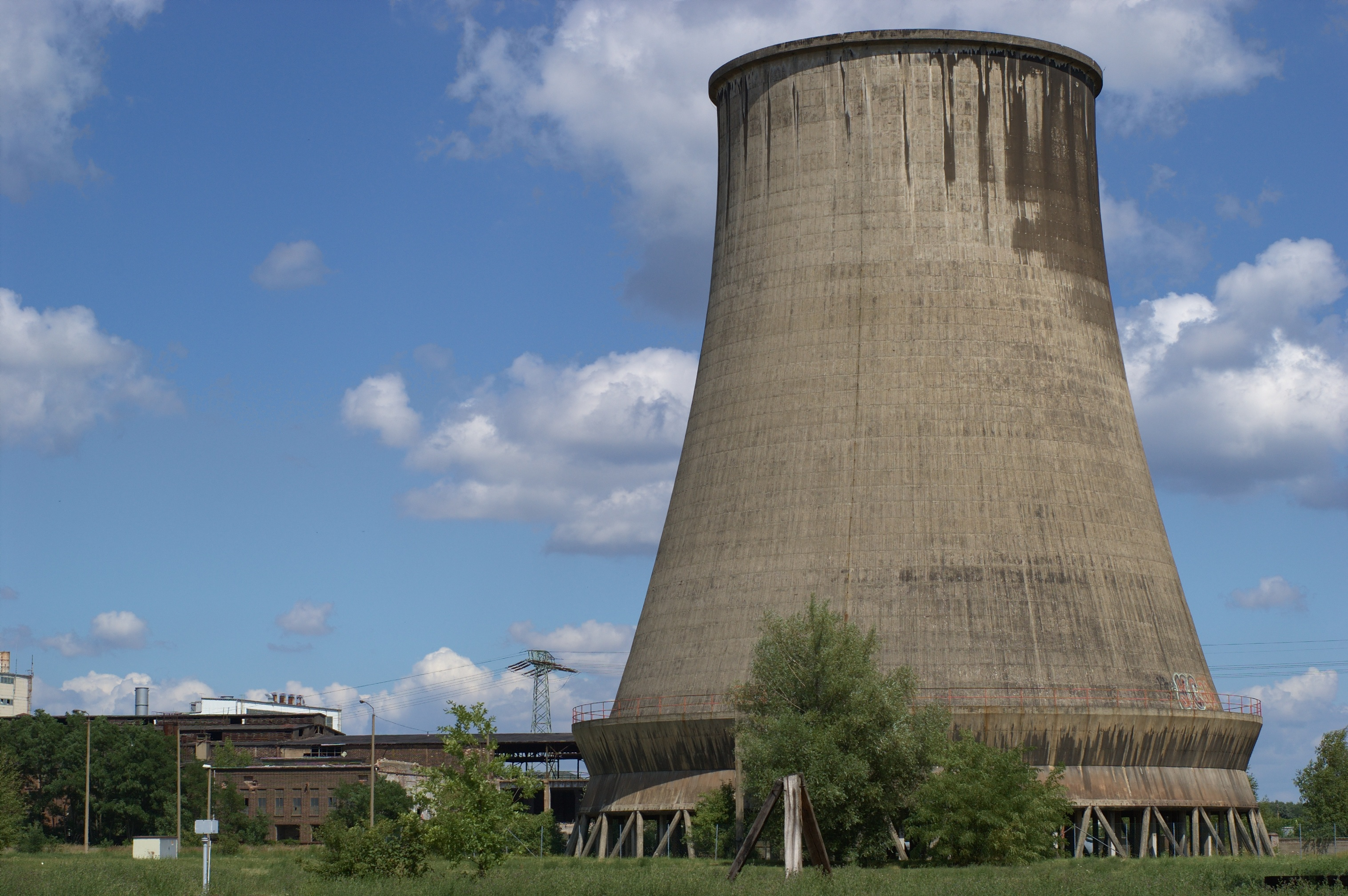
Kühlturm Kraftwerk Zschornewitz

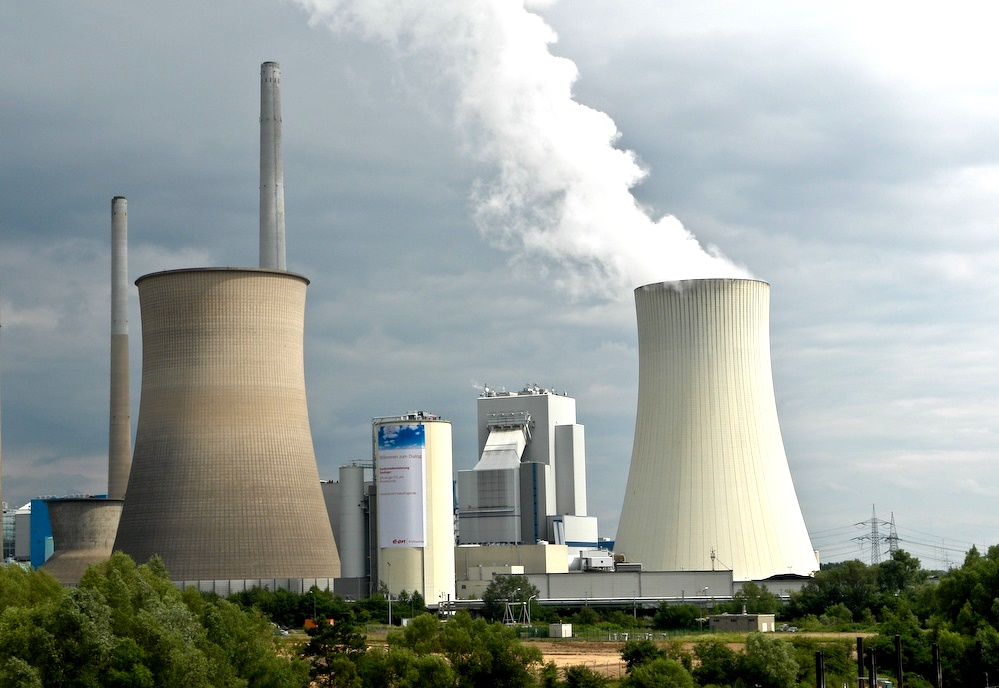
Kühlturm (links) ohne Farbanstrich mit starken Verwitterungsspuren durch Moose sowie Rauchgase, rechts daneben ein neuerer Kühlturm mit grauer Farbgestaltung

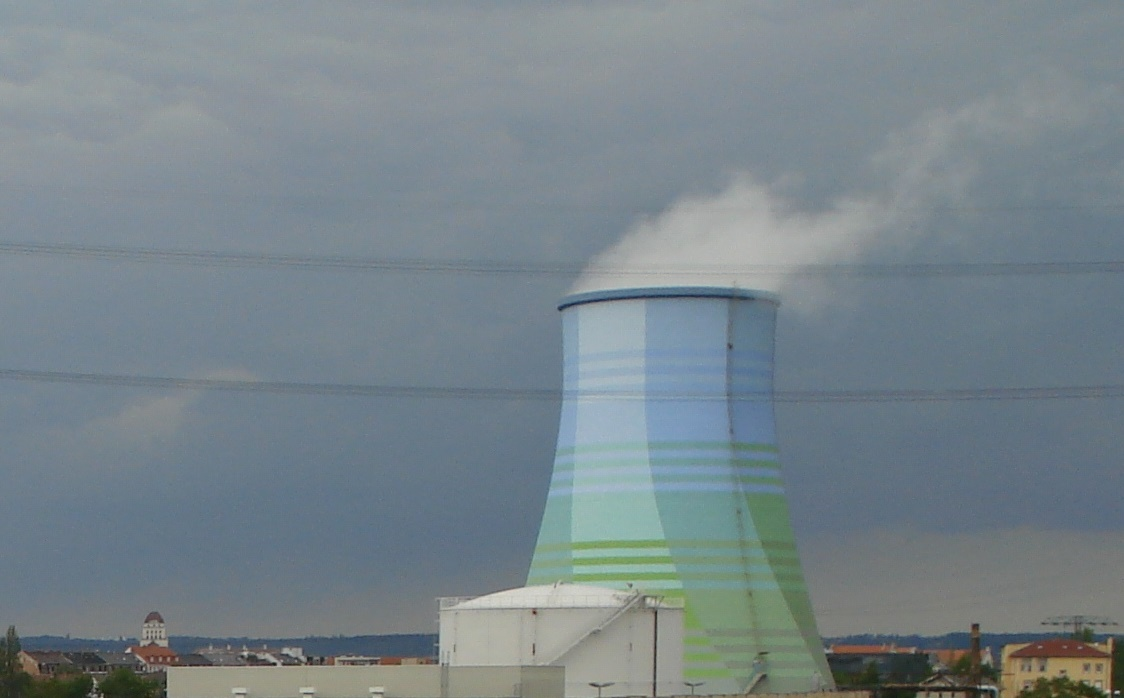
Kühlturm in Dresden (Versuch, den Kühlturm mittels Farbgestaltung ins Landschaftsbild zu integrieren)

Ein Kühlturm (auch Rückkühlwerk) ist eine Anlage, die mittels eines Wärmeübertragers überschüssige oder technisch nicht mehr nutzbare Wärme aus Kraftwerks- oder Industrieprozessen abführt.

## Bauformen

### Naturzug-Kühlturm
Naturzug-Kühltürme sind meist als Schalentragwerke aus Beton errichtet und haben im Prinzip die Form von Rotationshyperboloiden, zuerst ausgeführt in den Niederlanden von Frederik van Iterson (1915). Hierbei ist diese geometrische Form aber nur bis zu etwa einem Viertel der oberen Hälfte des Hyperboloids ausgeführt, der obere Rand hat deshalb einen deutlich kleineren Durchmesser als der untere Rand. Bei dieser Form handelt es sich um eine Regelfläche, die einfach mit gekreuzten geraden Stahlträgern aufgebaut werden kann, wodurch die Baukosten gegenüber anderen Formen gesenkt werden. Die Aussteifung der Schale erfolgt über den oberen und unteren Ring.
Solche Kühltürme werden inzwischen in Höhen bis zu 200 m ab Geländeoberkante errichtet (Kraftwerk Niederaußem) und haben eine Mindestwanddicke von 16 cm nach alter Vorschrift. Aufgrund der Novellierung der Normengeneration DIN 1045 (Tragwerke aus Beton, Stahlbeton usw.) und DIN 1055 (Lastannahmen) im Jahr 2005 werden inzwischen Mindestwandstärken von 18 cm gefordert.
Trotz der teilweise gewaltigen Dimensionen sind Kühltürme aus Stahlbeton vergleichsweise filigrane Betonbauwerke. Bei einer Bauhöhe von 200 m hat der Kühlturm in Niederaußem eine Wandstärke von weniger als 30 cm. Vergleicht man die Proportionen, so ist die Wandstärke etwa nur ein Fünftel so dick wie die eines Hühnereies. Aus diesem Grund erhält ein Kühlturm in der Regel einen anspruchsvollen Oberflächenschutz. Dies ist vor allem dann erforderlich, wenn durch Rauchgaseinleitung der Beton chemischen Belastungen ausgesetzt wird. Alternativ werden beim Bau besondere Betonrezepturen verwendet, die dem Kühlturm dauerhaft die erforderliche Widerstandsfähigkeit gegen die chemischen Belastungen geben sollen, so dass kein gesonderter Oberflächenschutz aufgebracht werden muss.
Aber auch bei konventionellen Kühltürmen gibt es erhebliche Belastungen zum Beispiel durch Algenbewuchs. Die biogenen Folgeprodukte von Algen greifen den Beton an. Sterben die Algen ab, so schrumpfen sie und reißen durch ihre intensive Haftung die Betonfläche auf.

### Naturzug-Kühlturm mit kombinierter Nutzung als Schornstein (Reingaseinleitung)

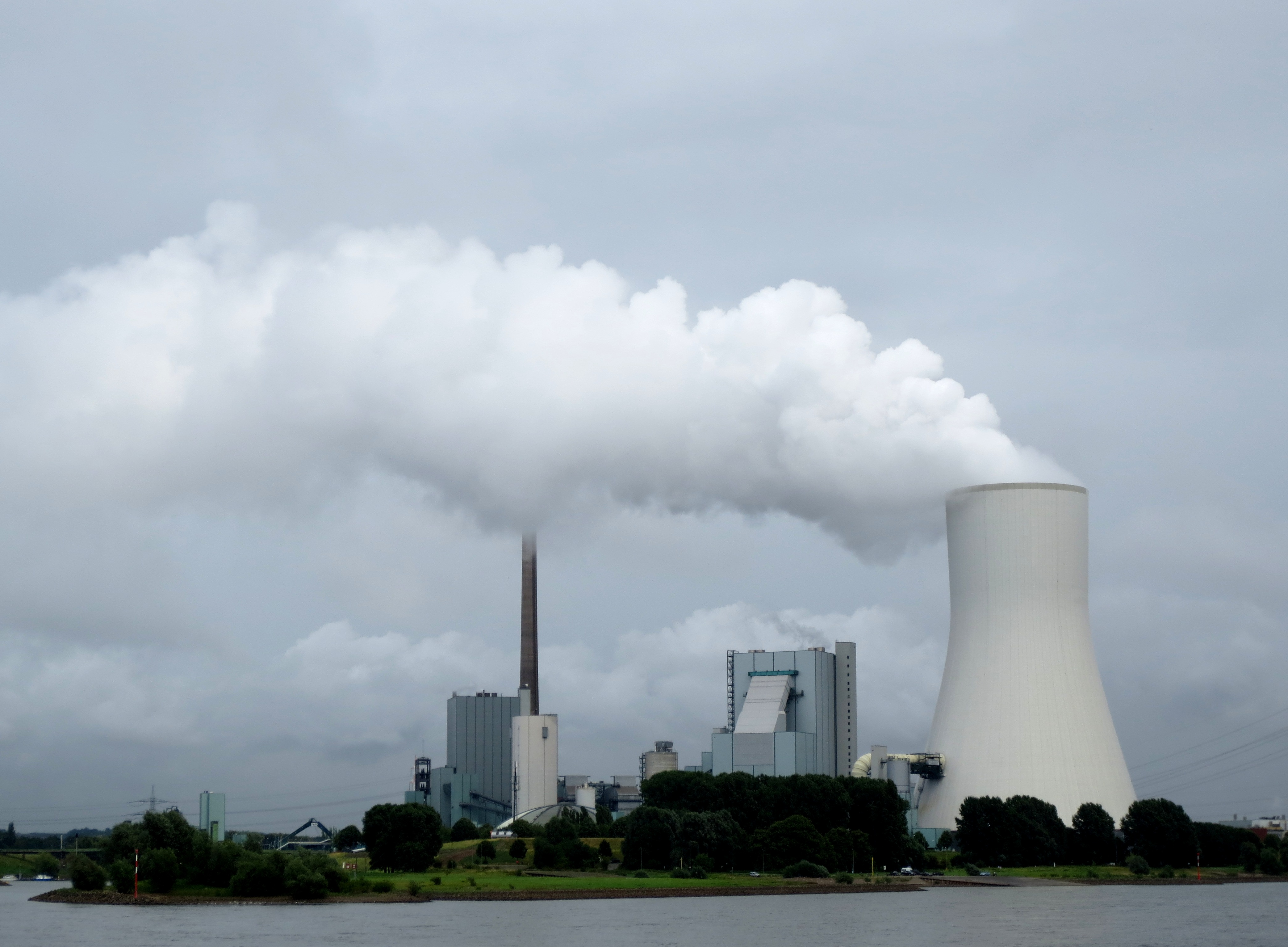
Kraftwerk Duisburg-Walsum, Altblock 9 (links mit Einzelschornstein) und Neubau Block 10 (rechts): Kühlturm mit integriertem Schornstein im laufenden Betrieb (Höhe 181 Meter)

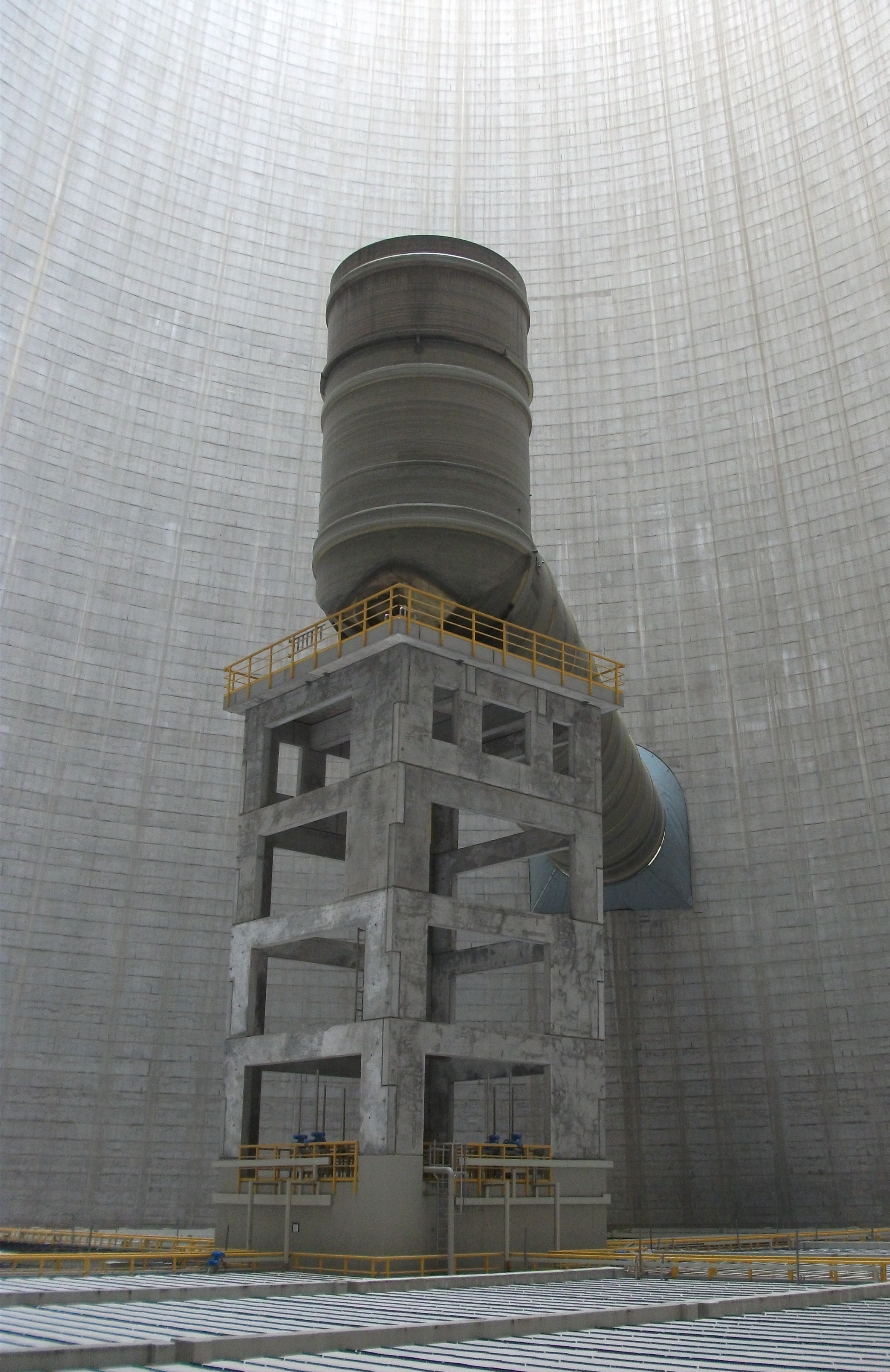
Abgasrohr/Rauchgasrohr im Kühlturm

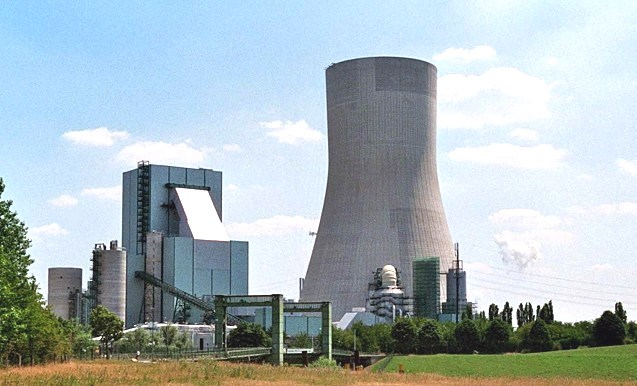
Kraftwerk Duisburg-Walsum, Neubau Block 10; Kesselhaus und Kühlturm mit integriertem Schornstein (Höhe 181 Meter), im unteren Drittel ist das Rauchgasrohr am Kühlturm außen sichtbar

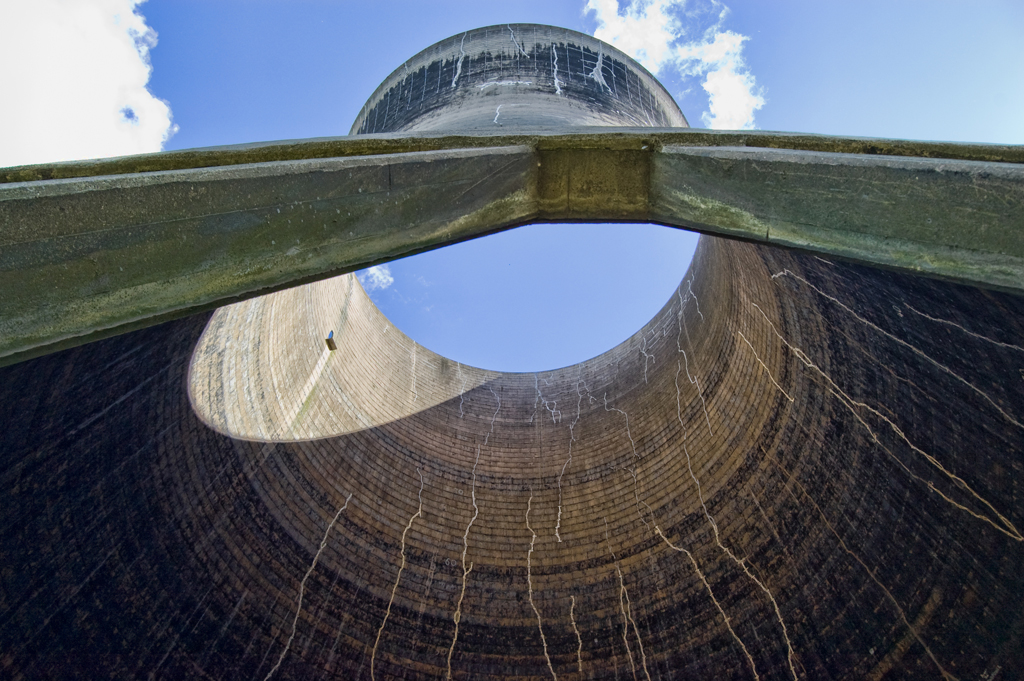
Blick in einen nicht mehr im Betrieb befindlichen Kühlturm bei Doncaster (South Yorkshire, England)

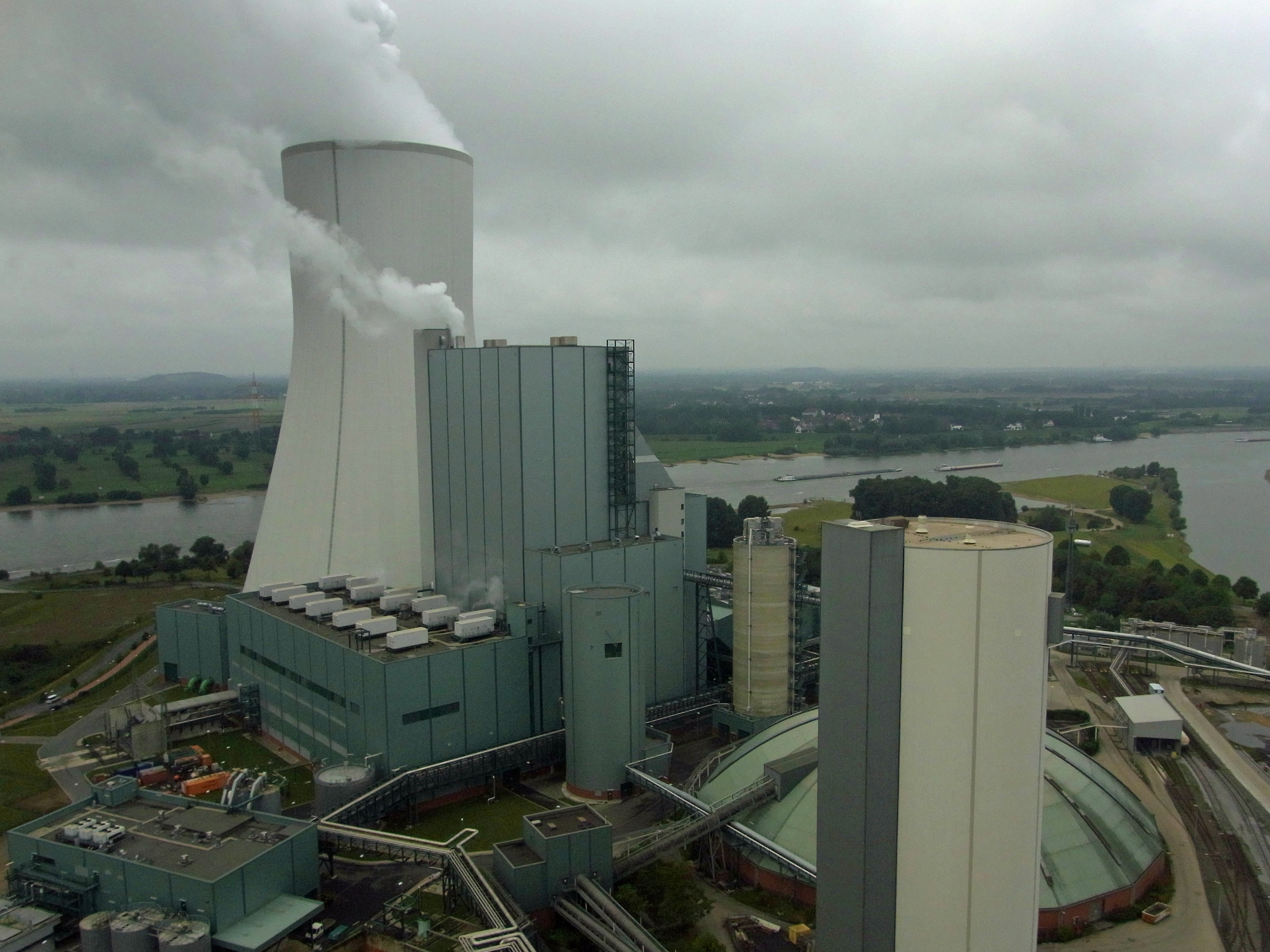
Dampfentwicklung am Kühlturm und Kesselhaus Walsum: Block 10

Die Aufgabe eines klassischen Kühlturms ist allein die Abgabe von Wärmeenergie. Das ist ein rein physikalischer Prozess. Der Kühlturm übernimmt hierbei nicht die Funktion eines Schornsteins, der bei technischen Verbrennungsprozessen erforderlich ist.
Bei einigen in den letzten Jahren gebauten Kohlekraftwerken, die mit Rauchgasreinigungsanlage ausgerüstet sein müssen, übernimmt der Kühlturm auch die Funktion des Schornsteins. Bei diesem Verfahren wird auf ca. einem Drittel der Kühlturmhöhe (über der Verrieselungsebene) das Rauchgas in die Kühlturmmitte geführt und dort in die Dampfschwaden abgegeben.
Der Vorteil dieser in Deutschland erstmals 1982 im Modellkraftwerk Völklingen angewandten Technik (Reingaseinleitung) besteht darin, dass die erwärmte und feuchte Abluft des Kühlturms einen wesentlich stärkeren Auftrieb bietet als das Rauchgas. Hierdurch kann eine Verteilung der Abgasfahne mit geringerer Bauhöhe erreicht werden als bei einem konventionellen Schornstein. Dies ist besonders bei Kohlekraftwerken von Vorteil, weil die Abgase nach der nassen Wäsche in der Rauchgasentschwefelungsanlage (REA) stark abgekühlt sind und nur noch einen geringen Auftrieb haben.
Die Nachteile dieser Technik liegen unter anderem in der unverhältnismäßig großen Dimension des kombinierten Kühlturms; die realisierte Mindesthöhe liegt bei 100 m (Modellkraftwerk Völklingen, Baujahr 1982), allerdings wurden in den letzten Jahren ausschließlich Türme zwischen 155 m und 200 m Höhe gebaut, um eine höhere Kühlleistung zu erreichen. Gerade bei angrenzender Wohnbebauung, wie zum Beispiel in den Städten Datteln und Duisburg-Walsum, wurden die neuen Blöcke mit den kombinierten Kühltürmen zur Rauchgasableitung als neuer Block an bestehende Anlagen gebaut. Teilweise gab es an diesen Altstandorten vorher keinen Kühlturm, da die Wärme anders abgeleitet wurde (zum Beispiel über Gewässer); das Rauchgas wurde über konventionelle Schornsteine abgeleitet.
Nun kommt es an diesen Standorten durch den Turm und die im Betrieb entstehenden Dampfschwaden zu unerwünschten Auswirkungen auf das Mikroklima, zum Beispiel lokal erhöhte Niederschlagsmengen und großflächige Verschattungen.
Um diese Nachteile zu vermeiden, kam es nach Bürgerprotesten teilweise zu Planungsänderungen. So wurde beim Kohlekraftwerk Moorburg in Hamburg die ursprüngliche Planung eines Naturzug-Kühlturms mit kombinierter Nutzung als Schornstein geändert. Die realisierte Planung beinhaltet einen niedrigen Hybridkühlturm (Höhe 65 m). Aufgrund der aufwendigen Rauchgasreinigung kann auch auf einen sehr hohen Schornstein verzichtet werden. Der neue konventionelle Schornstein hatte eine Höhe von 130 m und wurde, nachdem das Kraftwerk im Juli 2021 abgeschaltet wurde, am 10. November gesprengt.
| Turmhöhe | Kraftwerke mit Kühlturmnutzung als Schornstein  | Brennstoff |
| -------- | ----------------------------------------------- | ---------- |
| 100 m    | Kraftwerk Völklingen/Fenne (Blöcke HKV & MKV)   | Steinkohle |
| 110 m    | Kraftwerk Frimmersdorf (Block Q)                | Braunkohle |
| 120 m    | Kraftwerk Jänschwalde (Blöcke A–F)              | Braunkohle |
| 128 m    | Kraftwerk Niederaußem (Blöcke G & H)            | Braunkohle |
| 135 m    | Kraftwerk Quierschied/Weiher (Block Weiher III) | Steinkohle |
| 141 m    | Kraftwerk Schwarze Pumpe (Blöcke A & B)         | Braunkohle |
| 141 m    | Kraftwerk Staudinger (Block 5)                  | Steinkohle |
| 141,5 m  | Kraftwerk Rostock (Monoblock-Kraftwerk)         | Steinkohle |
| 155 m    | Kraftwerk Boxberg (Block R)                     | Braunkohle |
| 160 m    | Kraftwerk Lünen (Block Lünen-Stummhafen)        | Steinkohle |
| 165 m    | Kraftwerk Westfalen (Blöcke D & E)              | Steinkohle |
| 172 m    | Kraftwerk Neurath (Blöcke F & G)                | Braunkohle |
| 174,5 m  | Kraftwerk Lippendorf (Blöcke R & S)             | Braunkohle |
| 180 m    | Kraftwerk Datteln (Block 4)                     | Steinkohle |
| 181 m    | Kraftwerk Duisburg-Walsum (Block 10)            | Steinkohle |
| 200 m    | Kraftwerk Niederaußem (Block K)                 | Braunkohle |

### Ventilatorkühlturm

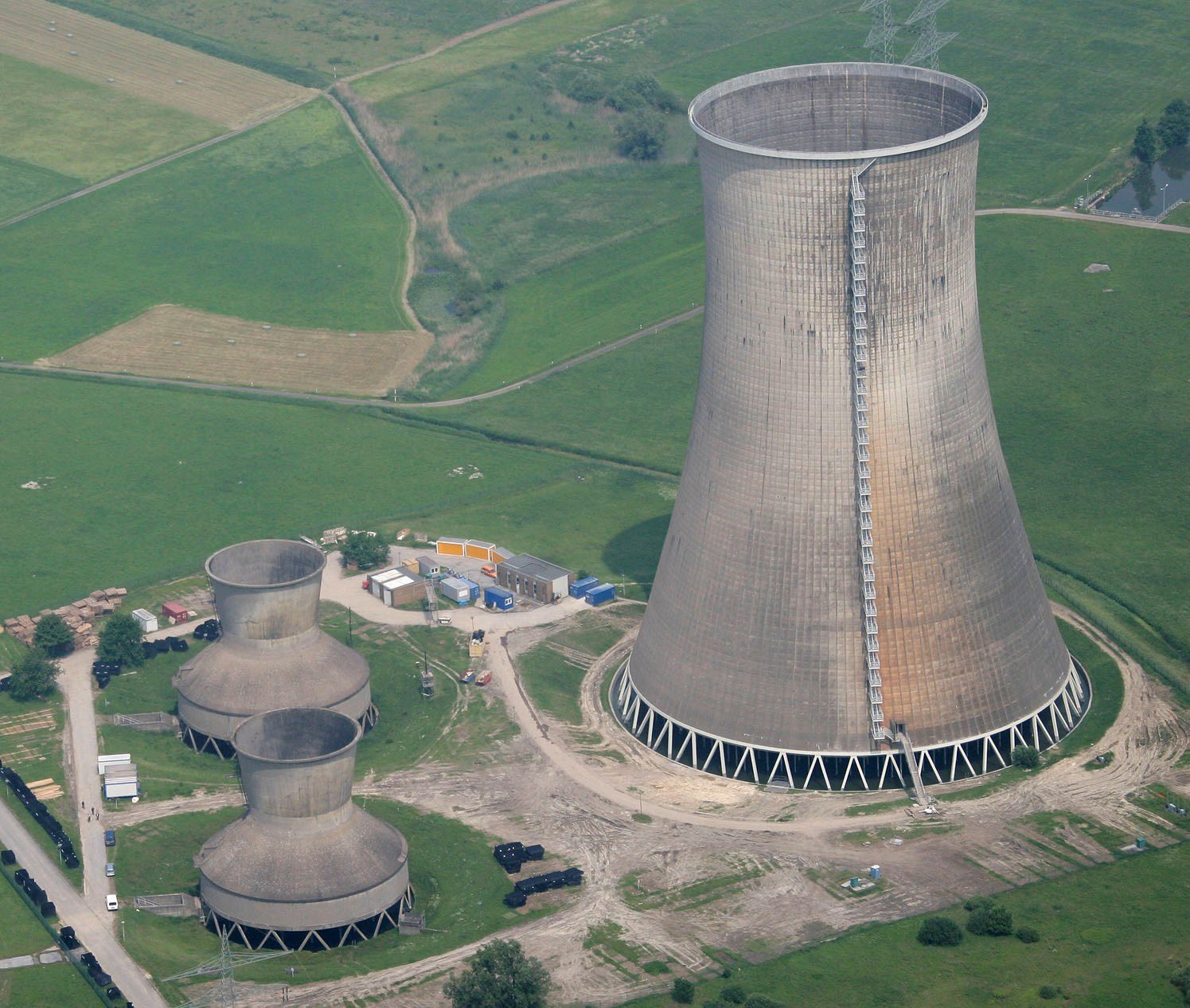
Ventilatorkühltürme (links, Höhe 34 Meter) und Naturzugkühlturm (rechts, Höhe 122 Meter)
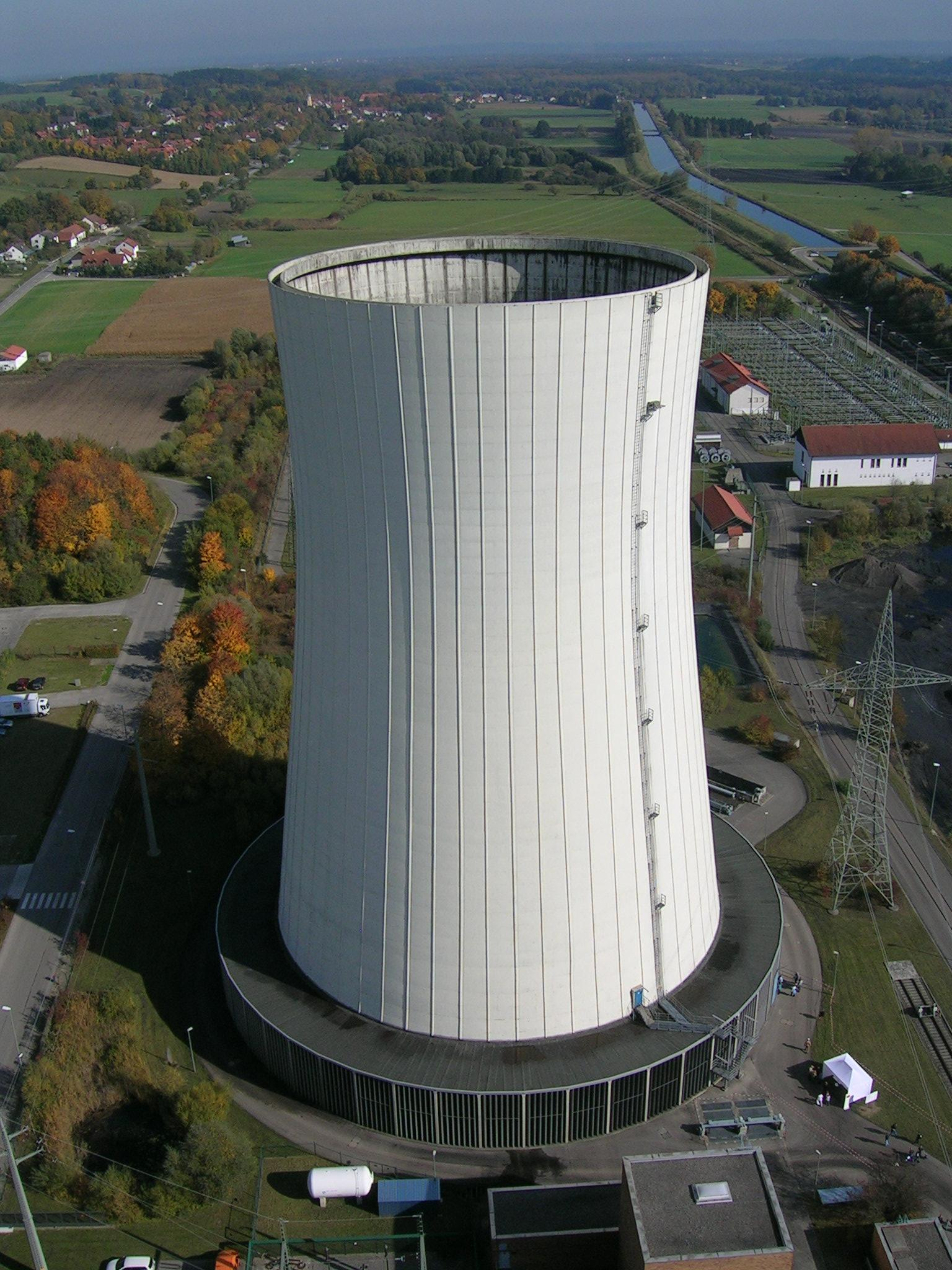
Ventilatorkühlturm Kraftwerk Zolling
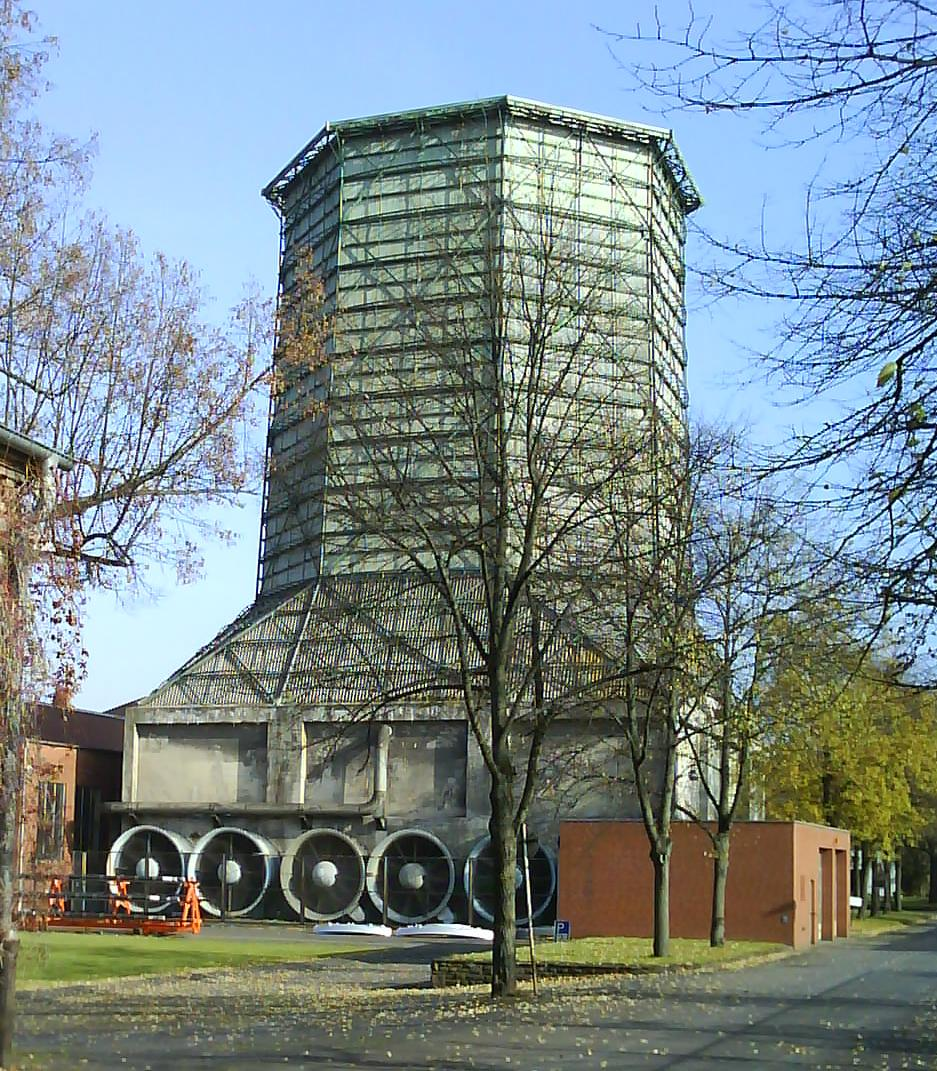
Ventilatorkühlturm Stahlwerk Peine
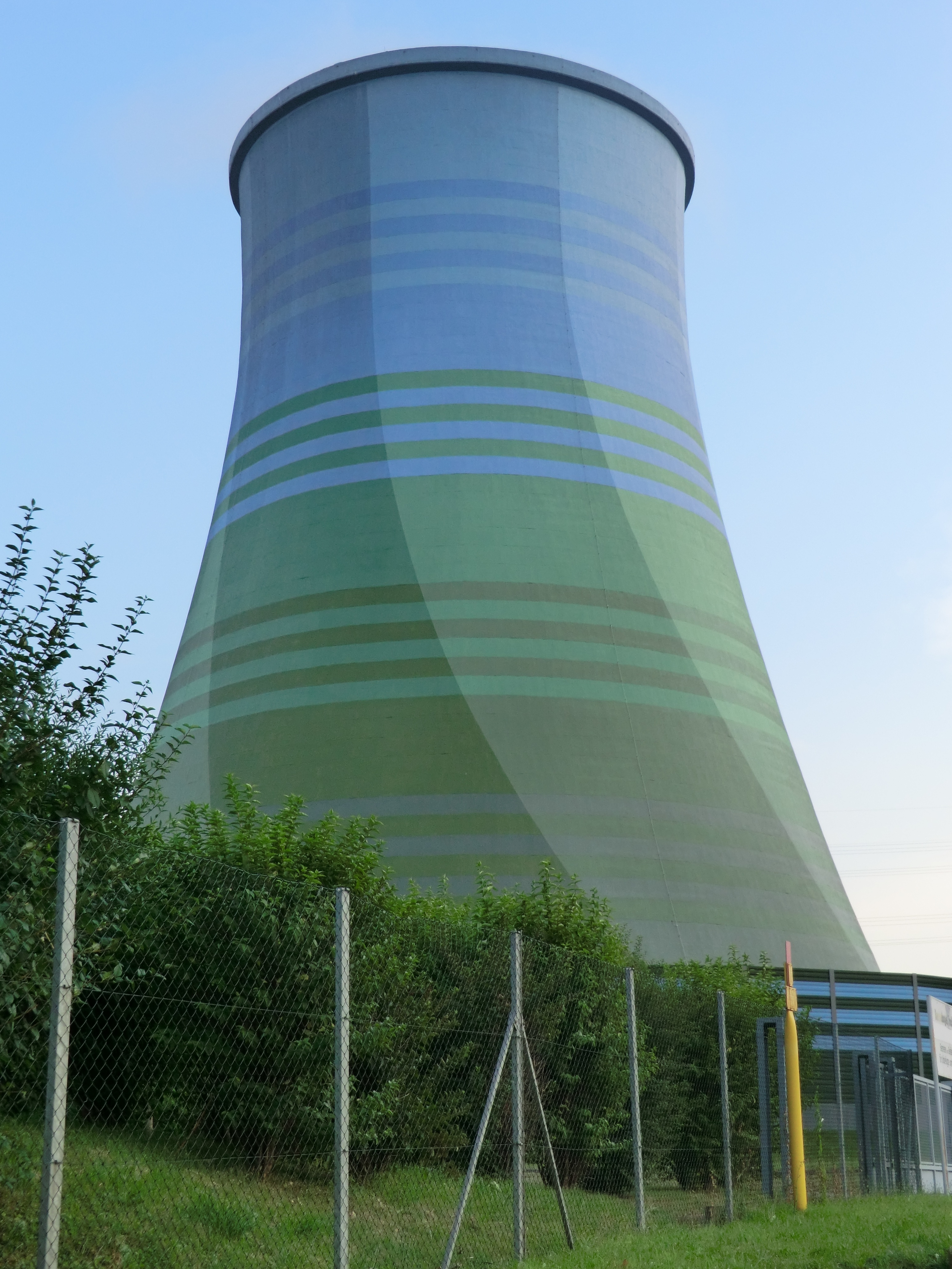
Ventilatorkühlturm Kraftwerk Dresden
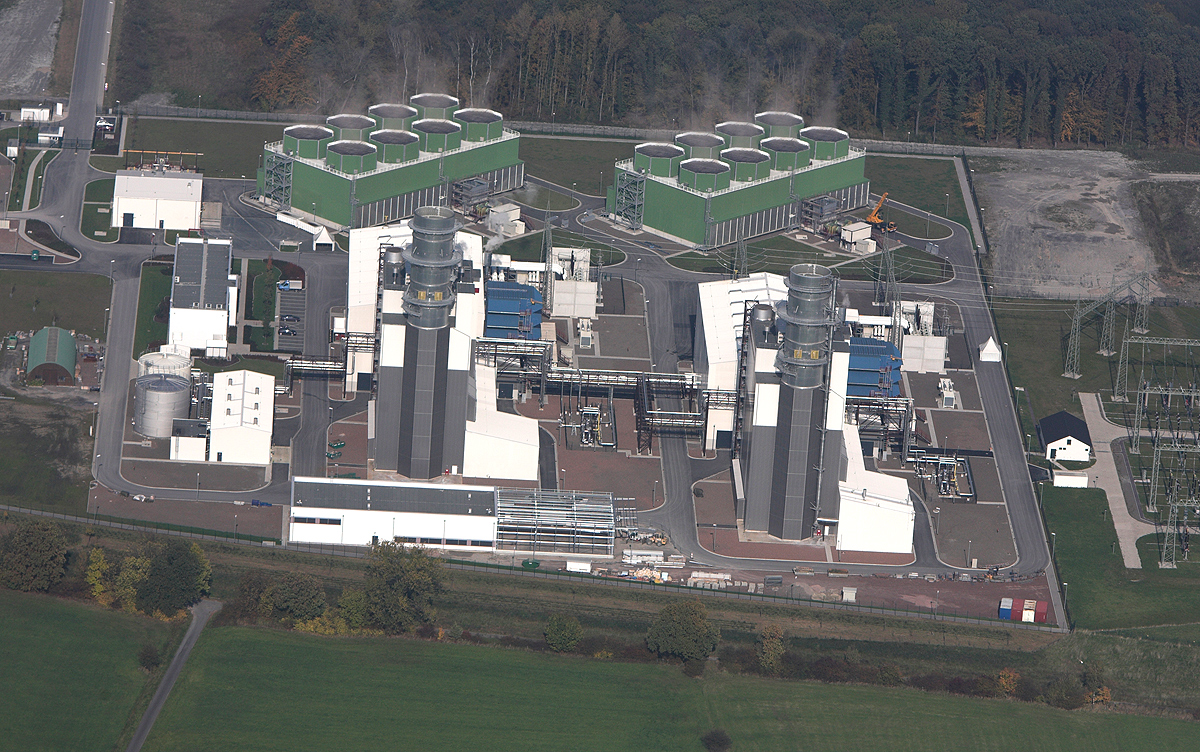
GuD-Kraftwerk Hamm-Uentrop: als Blöcke kombinierte Ventilatorkühltürme

Ventilatorkühltürme (Höhe 34–100 Meter) sind nicht so hoch wie Naturzugkühltürme (Höhe bis zu 200 m), da der Luftzug mit Ventilatoren erzeugt wird. Auch Zellenkühler sind Ventilatorkühltürme, allerdings deutlich niedriger und kompakter.
Die ventilatorunterstützten runden Kühltürme (Teilnaturzug) werden eingesetzt, wenn die Bauhöhe durch Nähe zu Wohnbebauung oder zum Schutz des Landschaftsbilds begrenzt ist.
Ventilatorunterstützte Kühltürme werden sowohl für den Industrie- als auch für den Kraftwerksbereich eingesetzt für Kühlwasserkreisläufe zwischen 25.000 und 200.000 m³/h.
Diese Kühlturmvariante kann auch in Ortschaften gebaut werden, weil im Gegensatz zu den deutlich höheren Naturzugkühltürmen keine optisch bedrängende Wirkung und keine massive Verschattung entsteht.
| Vorteile gegenüber Naturzugkühltürmen                                | Vorteile gegenüber Zellenkühltürmen                             | Nachteile gegenüber Naturzugkühltürmen |
| -------------------------------------------------------------------- | --------------------------------------------------------------- | -------------------------------------- |
| kompakte Bauweise mit geringer Höhe ohne optisch bedrängende Wirkung | Stromeinsparung durch Teilnutzung des natürlichen Kamineffektes | Strombedarf                            |
| geringerer Platzbedarf                                               | bei Stromausfall Teilkühlung durch Naturzug                     |                                        |
| bessere Kühlcharakteristik im Sommer                                 | keine Rezirkulation heißer Luft                                 |                                        |
| höhere betriebliche Flexibilität                                     | höhere Dampfschwadenabführung                                   |                                        |

### Hybridkühlturm

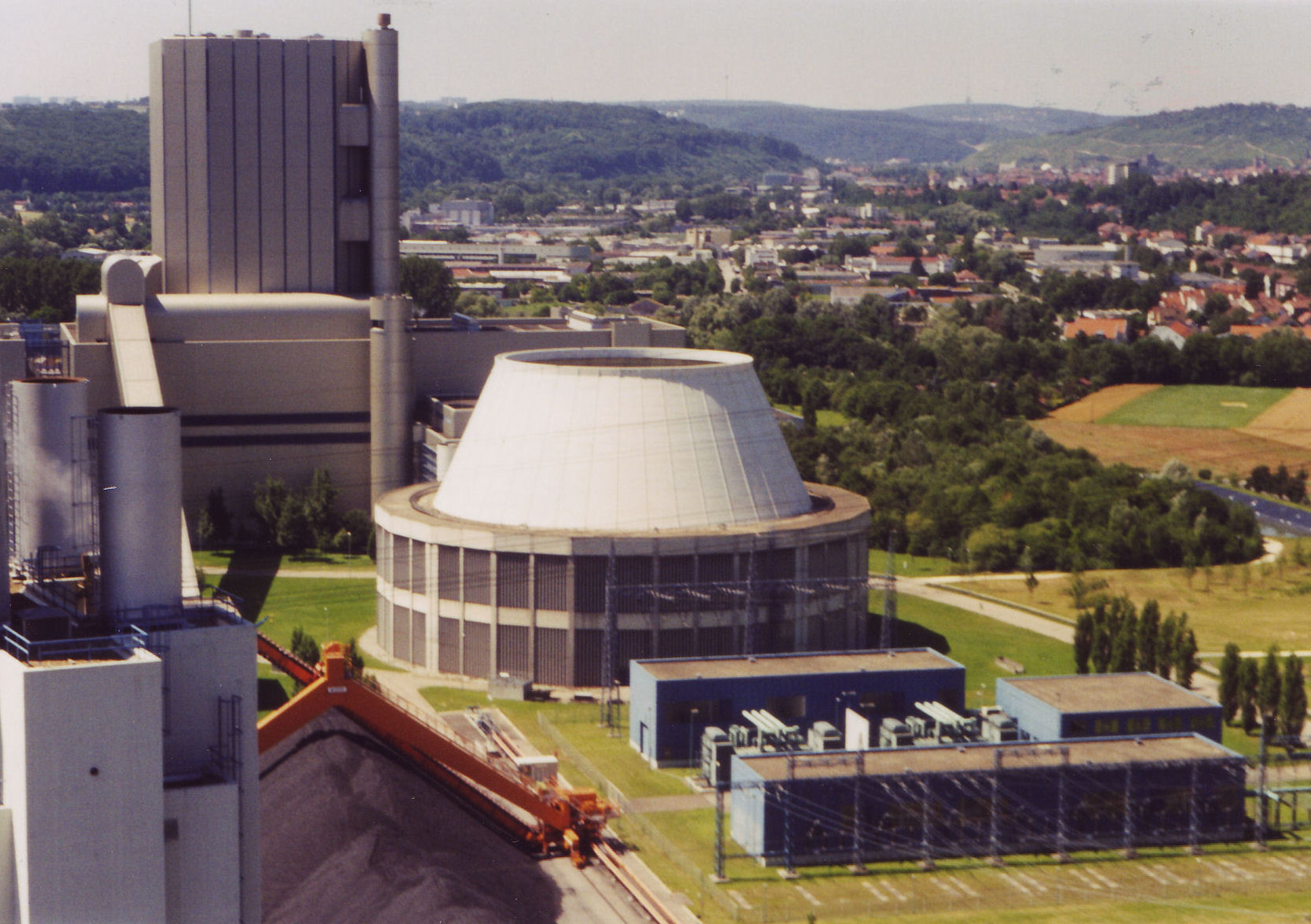
Hybridkühlturm (Größenvergleich zu Kesselhaus im Hintergrund) des Kraftwerks Altbach

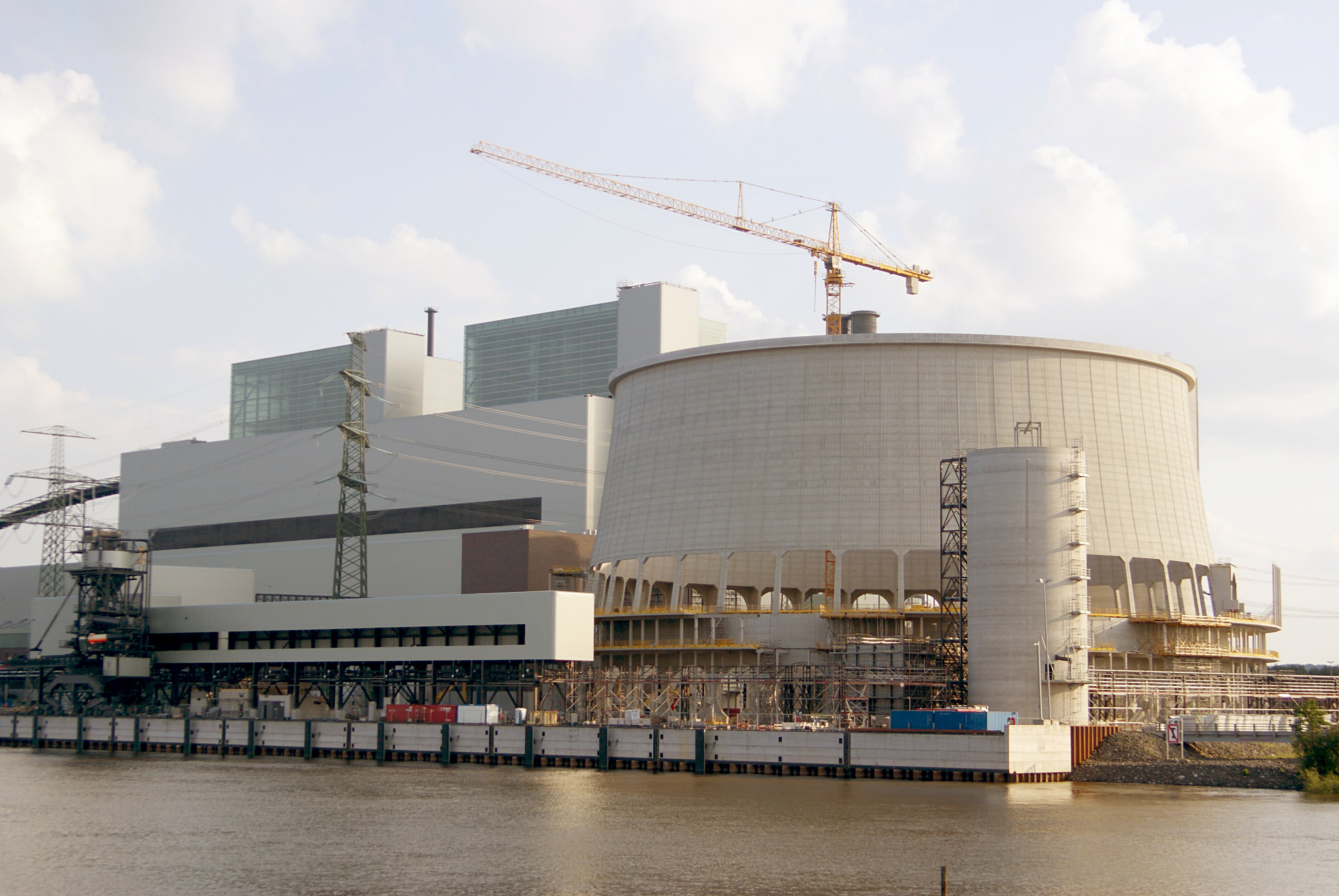
Hybridkühlturm Kraftwerk Moorburg
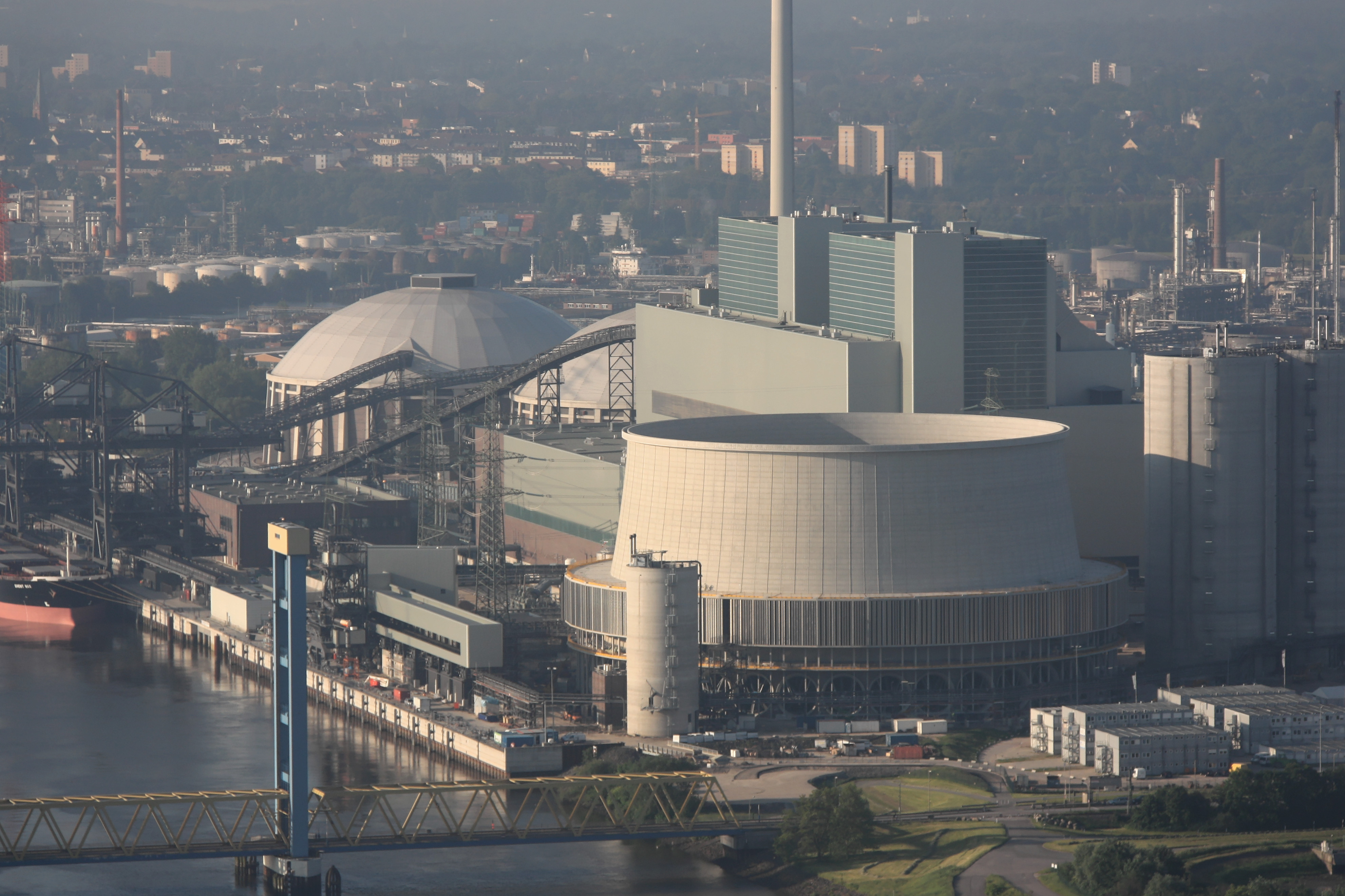
Hybridkühlturm Kraftwerk Moorburg (Schrägluftbild)
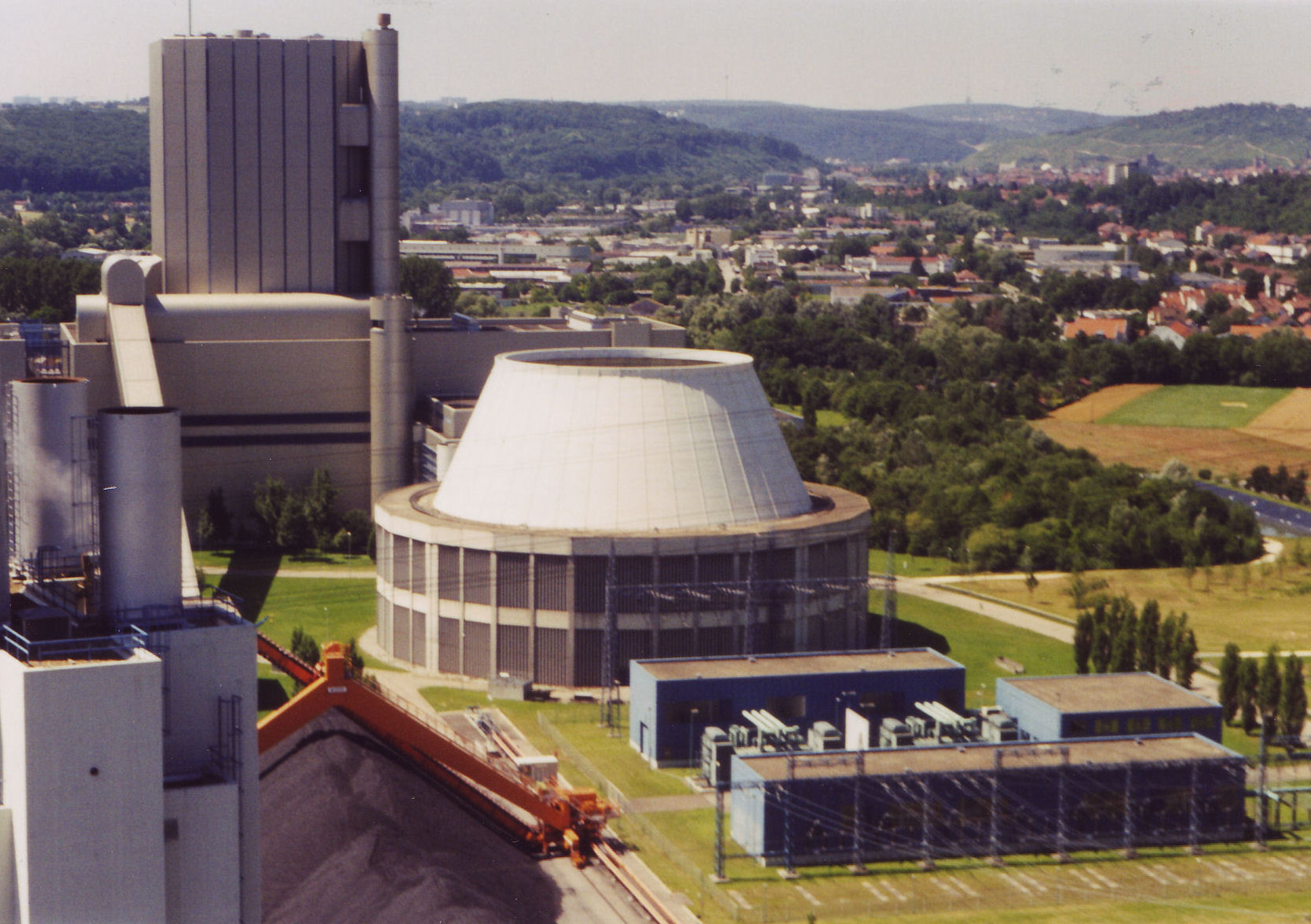
Hybridkühlturm beim Kraftwerk Altbach 1
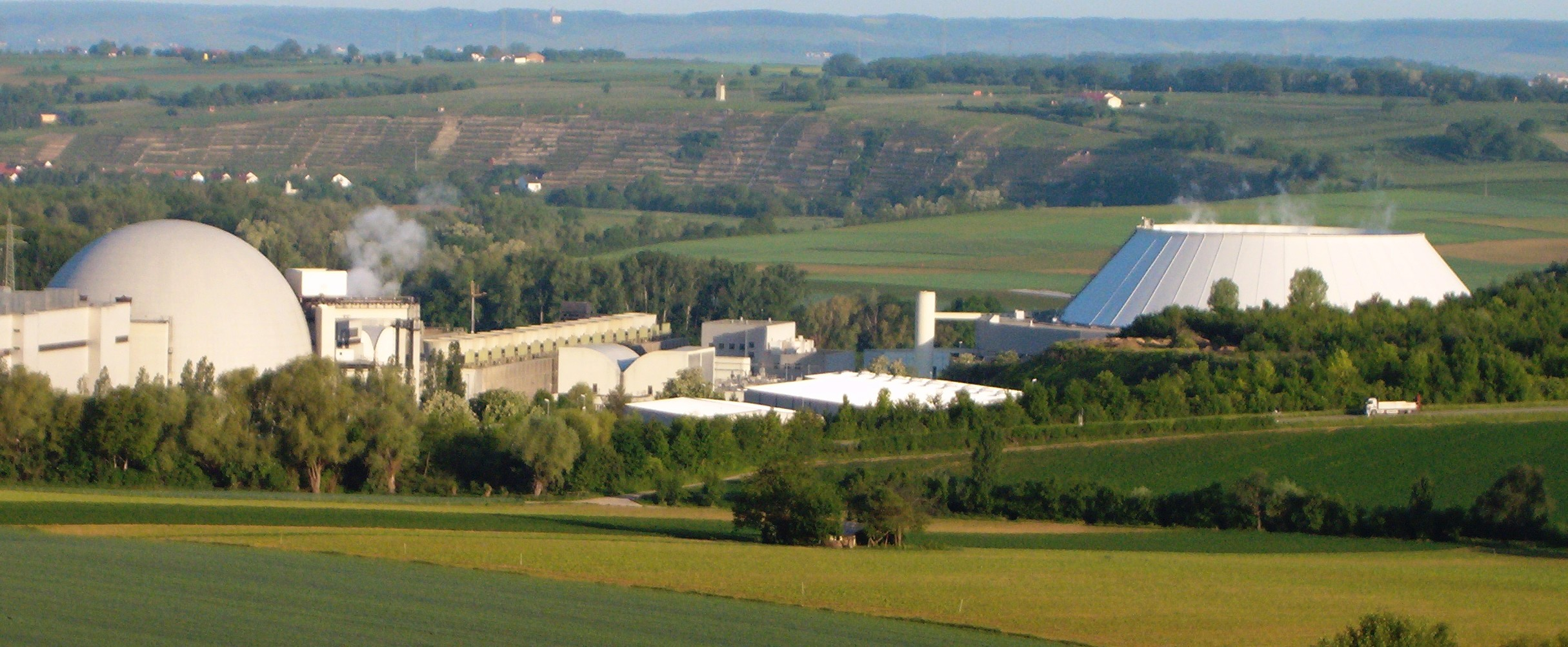
Hybridkühlturm im Landschaftsbild: Kernkraftwerk Neckarwestheim

Hybridkühltürme (Höhe 42–65 Meter) sind nicht so hoch wie Naturzugkühltürme (Höhe bis zu 200 m), da der Luftzug wie bei Ventilatorkühltürmen mit Ventilatoren erzeugt wird. Zusätzlich wird bei Hybridkühltürmen ein Wärmeübertragerpaket (Trockenteil) eingebaut, über das Ventilatorkühltürme nicht verfügen.
Im Normalbetrieb wird das warme Kühlwasser im Nassteil (untere Ebene) des Hybridkühlturmes verrieselt. Die obere Ebene des Hybridkühlturmes, der Trockenteil, dient ausschließlich der Schwadentrocknung und trägt nur einen kleinen Teil zur Gesamtkühlleistung des Kühlturmes bei. Über die Ventilatoren des Trockenteiles wird kalte Luft von außen angesaugt und durch das Vorbeileiten an den Wärmeübertragerpaketen (welche mit warmem Kühlwasser gespeist werden) erwärmt. Das Einleiten dieser erwärmten Luft in den gesättigten Kühlturmschwaden bewirkt eine Verschiebung des Sättigungspunktes, wodurch es zu einer vollständigen Auflösung des sichtbaren Kühlturmschwadens kommt. Hybridkühltürme werden überwiegend dort eingesetzt, wo niedrige Bauhöhen und eine geringe Verschattung, meist in der Nähe von Wohnbebauung, gefordert werden. Eine Rauchgaseinleitung in Hybridkühltürme ist unüblich.
| Turmhöhe | Kraftwerke mit Hybridkühlturm           | Brennstoff |
| -------- | --------------------------------------- | ---------- |
| 42 m     | Kraftwerk Altbach/Deizisau (zwei Türme) | Steinkohle |
| 56 m     | Kernkraftwerk Neckarwestheim            | Uran       |
| 65 m     | Kraftwerk Moorburg                      | Steinkohle |
| 80 m     | Rheinhafen-Dampfkraftwerk Karlsruhe     | Steinkohle |

## Kühlarten
Nasskühlung mit Naturzug-Nasskühltürmen ist die am häufigsten vorkommende Kühlart, weil der Wirkungsgrad durch die entstehende Verdunstungskälte des Wassers als Kühlmedium am höchsten ist.
Sehr viel seltener ist Hybridkühlung, die im Gegensatz zur Nasskühlung einen geringeren Wirkungsgrad hat, aber keine sichtbaren Dampfschwaden produziert.
Trockenkühlung nutzt Luft als Kühlmedium und findet nur unter speziellen Umgebungsbedingungen Anwendung — wie niedrige mittlere Temperatur, Wassermangel oder ein geringer Kühlbedarf bei Kraftwerken, die Abwärme als Fernwärme abführen (z. B. Heizkraftwerk Berlin-Mitte). Bei Trockenkühlung ist eine Verbreitung von Keimen (z. B. Legionellen) durch die fehlenden Dampfschwaden im Gegensatz zu Nasskühlung ausgeschlossen, allerdings hat Trockenkühlung den niedrigsten Wirkungsgrad von allen Kühlarten.

### Nasskühlung

#### Naturzug-Nasskühlung

Dampfschwaden aus den Kühltürmen des Kernkraftwerks Cattenom

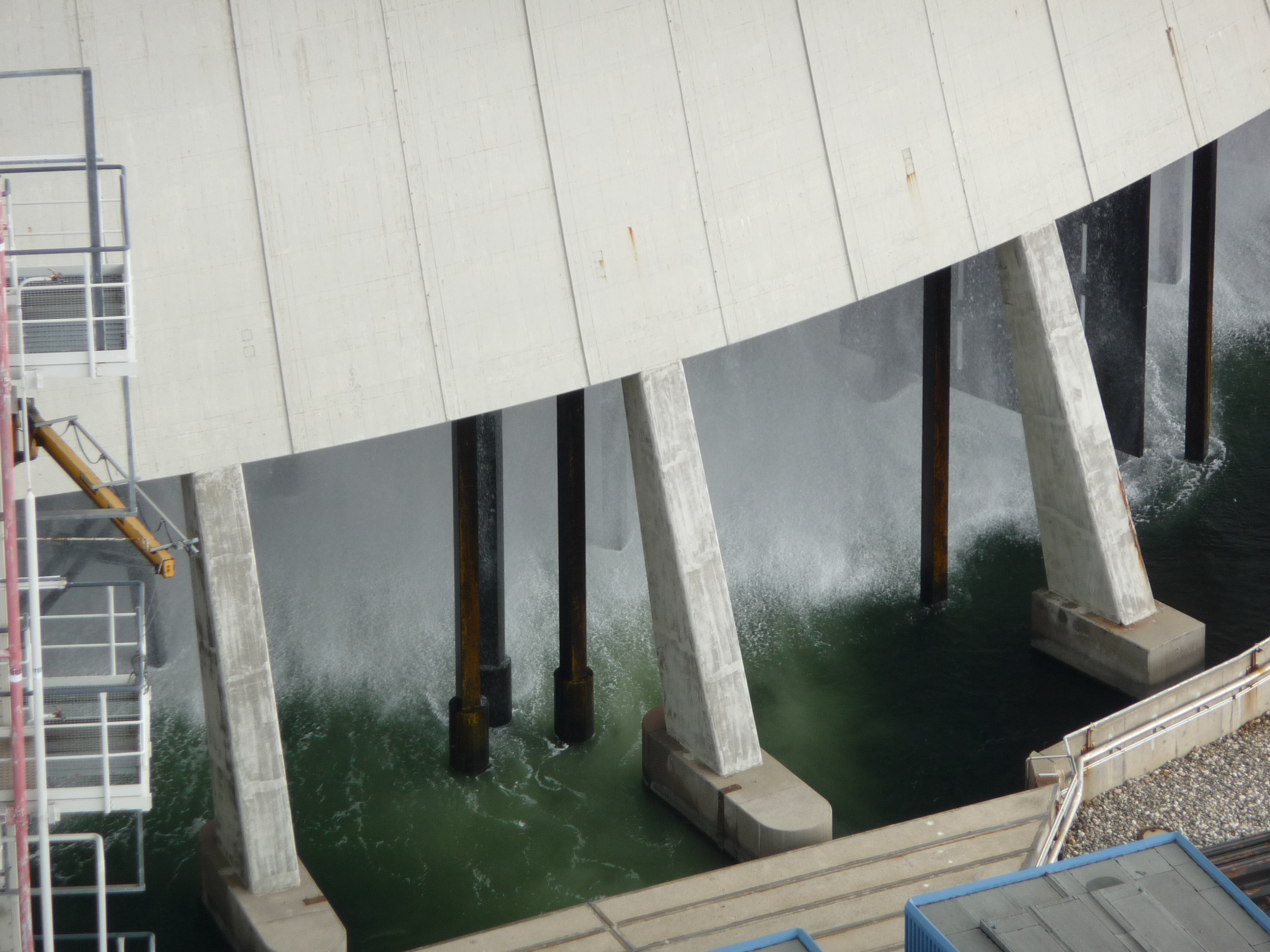
Wasserbecken (Kühlturmtasse) im unteren Teil des Naturzug-Nasskühlturms vom Kraftwerk Rostock

In Naturzugkühltürmen wird das zu kühlende Wasser in die Luft versprüht und über Füllkörper verrieselt. Dadurch wird ihm Verdunstungswärme entzogen und die Luft befeuchtet. Verdunsten von einem Kilogramm Wasser zehn Gramm, so sinkt die Temperatur des Wassers um sechs Kelvin. Zusätzlich wird das Wasser durch den feinverteilten Kontakt mit der Luft durch Konvektion gekühlt und die Luft erwärmt. Die Erwärmung der Luft führt zu einer Abnahme der Dichte und damit einer Zunahme des Auftriebs der Luft. Oberhalb des Kühlturmes wird das Gemisch als Dampfschwaden sichtbar. Etwa 1,5 bis 2,5 % des umlaufenden Kühlwassers verdunsten dabei und müssen ergänzt werden. Ein weiterer Austausch des Kühlwassers durch die Abflut (Abschlämmwasser) ist notwendig, um zu verhindern, dass sich die im Wasser gelösten Salze zu sehr konzentrieren (akkumulieren). Kalk-Ablagerungen stellen hierbei das Hauptproblem dar; beim Betrieb eines Wärmekraftwerkes mit 3 GW thermischer Leistung können pro Tag etwa zehn Tonnen Kalk anfallen, die z. B. durch Lösen mit Ameisensäure aus dem Wasserkreislauf entfernt werden müssen. Diese Bauart wird in erster Linie im Dampfkraftwerk eingesetzt. Den tiefsten Bereich eines Nasskühlturmes, in dem sich das versprühte Kühlwasser sammelt, nennt man Kühlturmtasse.
Naturzug-Nasskühltürme (NNKT) haben wegen der Nutzung der Verdunstung eine sehr hohe Leistungsdichte. Sie verbrauchen Wasser. Der Wasserverbrauch wird durch eine über der Wasserverteilung liegende Lage Tropfenabscheider reduziert. NNKT sind daran zu erkennen, dass sie, vor allem bei kühlerem Wetter, weithin sichtbare „Nebelschwaden“ erzeugen. Ein Nebeneffekt ist das Einbringen von Wasserdampf in die Atmosphäre, was lokal (Mikroklima/Mesoklima) die Bildung von Nebel oder Niederschlag bewirken kann. Deswegen ist im Bereich von Kühltürmen im Winter oft Industrieschnee zu sehen. Ab gewissen Temperaturen im Wasserkreislauf können sich Bakterien (z. B. Legionellen) vermehren. Durch die Verdunstung kann das Kühlwasser theoretisch bis auf die Feuchtkugeltemperatur, die bei trockenem Wetter deutlich unter der Lufttemperatur liegt, abgekühlt werden.

#### Zwangsbelüftete Nasskühlung (Ventilatorkühltürme)
Bei zwangsbelüfteter Nasskühlung wird wie bei Naturzug-Nasskühlung das zu kühlende Wasser in die Luft versprüht und über Füllkörper verrieselt. Dadurch wird dem Wasser Verdampfungsenthalpie entzogen und die Luft befeuchtet.
Im Gegensatz zur Naturzug-Nasskühlung wird der zur Kühlung benötigte Luftzug durch Ventilatoren erzeugt, dadurch können die Kühltürme oder Zellenkühler deutlich niedriger und kompakter gebaut werden. Es wird zwischen saugenden Ventilatoren (im oberen Bereich der Ventilatorkühltürme eingebaut) und drückenden Ventilatoren (an den unteren Seitenrändern eingebaut) unterschieden.

### Trockenkühlung

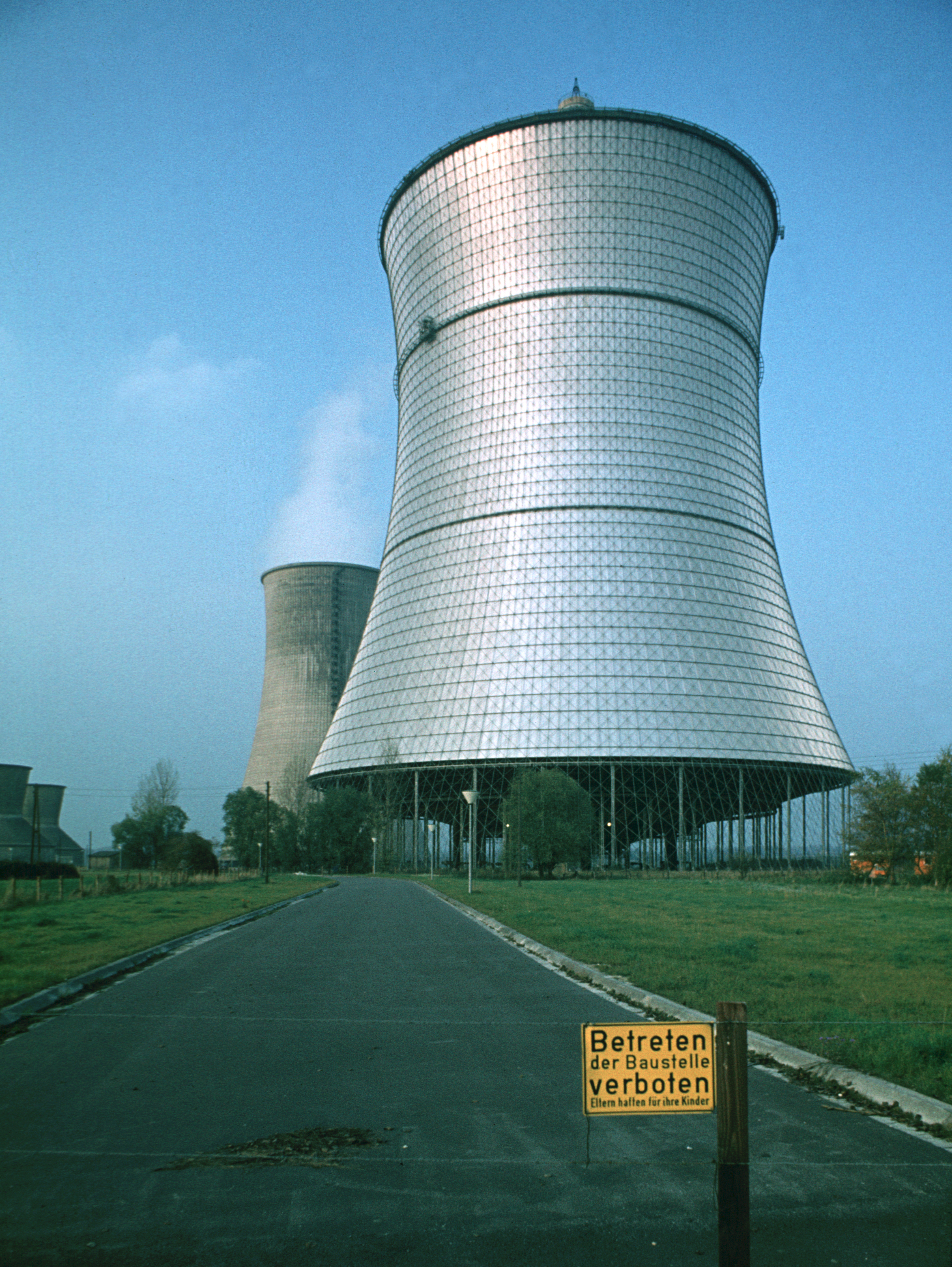
Trockenkühlturm des THTR-300 in Hamm-Uentrop

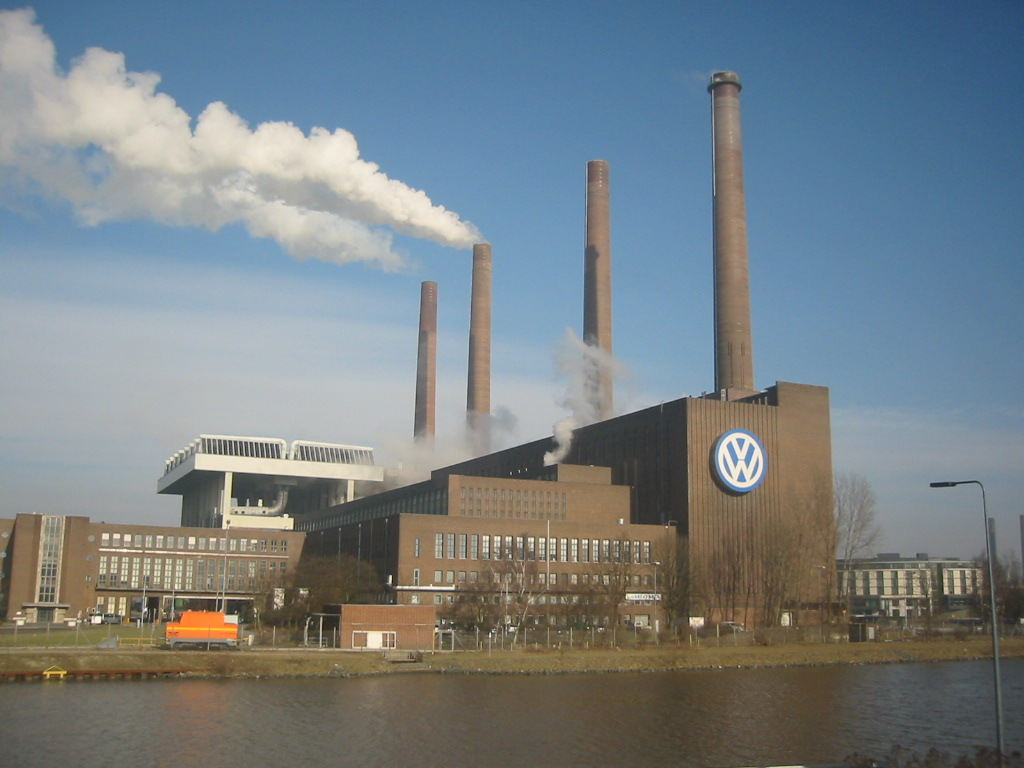
Heizkraftwerk Wolfsburg Nord/Süd mit Trockenkühlturm (Sonderbauform mit unten montierten Ventilatoren)

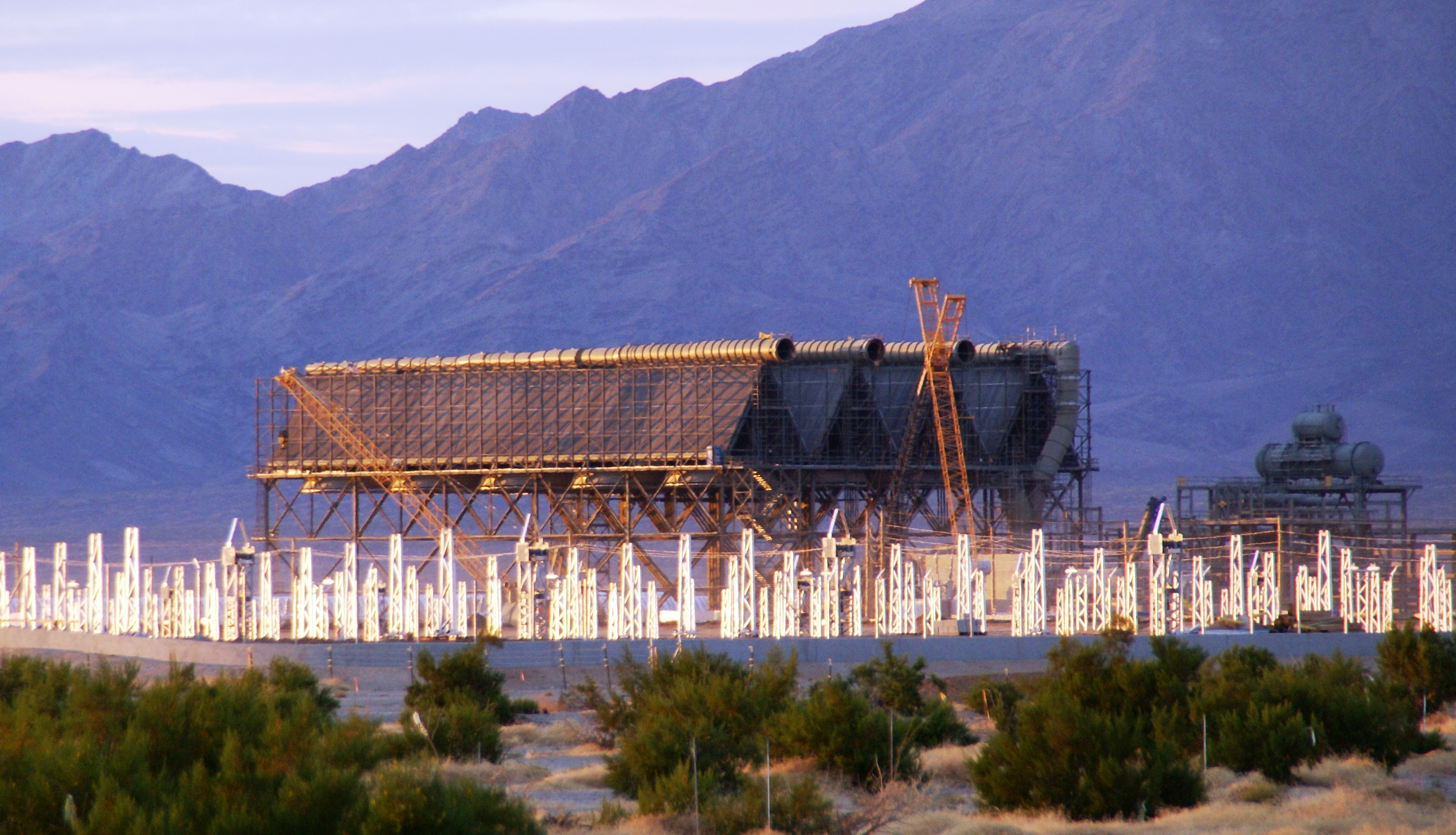
Zwangsbelüfteter Trockenkühlturm (Sonderbauform mit unten montierten Ventilatoren)

In Trockenkühltürmen kommt das Wasser nicht in direkten Kontakt mit der Atmosphäre. Bei ihnen strömt das Kühlwasser in Rohren, die mit Kühlrippen ausgestattet sind. Die Umgebungsluft strömt an den Kühlrippen vorbei, wird erwärmt, steigt durch Konvektion auf und transportiert damit die übertragene Wärme ab. Große Ventilatoren können die Konvektion unterstützen.
Trockenkühltürme finden Verwendung an Kraftwerksstandorten, an denen Wasser für Nasskühlung nicht vorhanden oder dessen Beschaffung zu teuer wäre. Wegen ihrer relativ hohen Kosten fanden sie bis 1985 bei Wärmekraftwerken kaum Anwendung.
Bei der Trockenkühlung lassen sich zwei Verfahren unterscheiden:

#### Direkte Trockenkühlung
Es gibt nur einen Kreislauf: Der Abdampf der Turbine wird direkt in den Trockenkühlturm geleitet und dort wieder zu Wasser kondensiert, wodurch bei diesem Verfahren der Kühlturm zugleich als Kondensator dient. Gebräuchlich für diese Art von Kühlturm ist die Bezeichnung als Luftkondensator (Luko).
Beispiel:
Zwei Kohlekraftwerke am Standort Wyodak im US-Bundesstaat Wyoming:
Am Standort Wyodak herrschen im Winter extrem niedrige Temperaturen, so dass die Gefahr bestünde, dass Nasskühltürme einfrieren. Eine reine Trockenkühlung findet nur in der kalten Jahreszeit statt. Bei höheren Außentemperaturen wird die Kühlung durch Kühlteiche unterstützt. Bei hohen Außentemperaturen im Sommer wird zusätzlich Wasser in Zellenkühlern verdunstet.
- Kohlekraftwerk Wyodak II bestehend aus zwei Kraftwerksblöcken, Inbetriebnahme: 1979[8]
- Kohlekraftwerk Wygen II, Inbetriebnahme: 2003[9]

Wyodak II: Um den extrem kalten Wetterbedingungen am Standort Wyodak gerecht zu werden, wurde für den Hauptkraftwerksblock ein Trockenkühler bestehend aus 69 Zellenkühlern gebaut. Das System beinhaltet zwei 11 × 3 Anordnungen in V-Form (Schmetterlingsflügel-Design). Kraftwerksblock 2 erhielt drei Prototyp-Zellen (Einreihen-Röhren-Bündel). Die Anlage war bei Inbetriebnahme der größte Trockenkühlturm der Welt und die erste mit Einreihen-Röhren-Bündel. Zur Unterstützung der Kühlleistung im Sommer verfügt die Anlage über zwei Kühlteiche.
Wygen II: 2 × (2 Einreihen-Röhren-Bündel). Zur Unterstützung der Kühlleistung im Sommer verfügt die Anlage über einen Kühlteich. Das Kraftwerk hat einen Wasserverbrauch von 7 % im Vergleich zu konventioneller Nasskühlung pro Jahr.

#### Indirekte Trockenkühlung

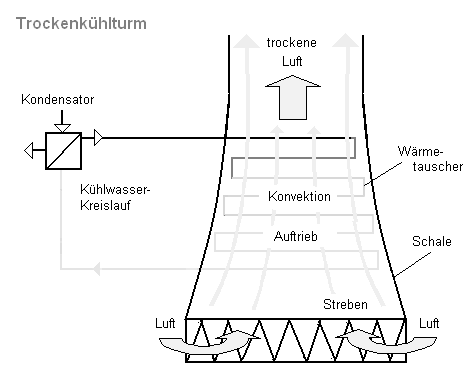
Indirekte Trockenkühlung

Es gibt zwei Kreisläufe: Der Abdampf der Generatorturbine wird im Heizkreislauf in einem Kondensator rückkondensiert. Die überschüssige Wärme wird im Kondensator an einen zweiten Kreislauf, den Wasserkreislauf, übertragen. Der Trockenkühlturm befindet sich in diesem zweiten Wasserkreislauf zur Kühlung des Kondensators.
Es gibt zwei verschiedene Typen von Kondensatoren:
- Typ 1: Einspritzkondensatoren
- Typ 2: Oberflächenkondensatoren

Beispiel für Typ 1: Kraftwerk Ibbenbüren Block A, das von 1967 bis 1987 betrieben wurde.
Die Auslegungs-Lufteintrittstemperatur beträgt 1,5 °C, weil die Turbinen für Nasskühlverfahren ausgelegt waren.
Beispiel für Typ 2: Kernkraftwerk THTR-300, das von 1983 bis 1989 betrieben wurde.
Die Auslegungs-Lufteintrittstemperatur beträgt 12 °C. Die Auslegung des Turms wurde überdimensioniert, um das gleiche Kondensationsniveau zu erreichen wie bei Nasskühlung.
Die größten Kühltürme für die indirekte Trockenkühlung stehen im Kraftwerk Kendal in Südafrika. Es ist zugleich das größte Kraftwerk, das diese Technologie verwendet. Die Anlage hat eine installierte Leistung von 4.116 MW, die Kühltürme haben an der Basis einen Durchmesser von 165 m und sind auch 165 m hoch.

### Hybridkühlung (kombinierte Nass- und Trockenkühlung)
Hybridkühlung vereinigt die technisch-physikalischen Vorteile von Trockenkühlung und Nasskühlung (hohe Kühlleistung, besserer Wirkungsgrad) bei deutlich verringertem Wasserverbrauch. Da auch bei Hybridkühlung Wasser verdunstet, muss man sie eher der Nasskühlung als der Trockenkühlung zuordnen. Sie wird manchmal fälschlicherweise der Trockenkühlung zugeordnet. Wegen ihrer besonderen Art als Mix aus Trocken- und Nasskühlung sollte man sie als gesonderte Klasse führen. Gegenüber Nasskühlung besitzt sie aber wegen des Leistungsbedarfes für die notwendigen Ventilatoren einen schlechteren Wirkungsgrad. Zudem liegen die Investitionen für Hybridkühlung gleicher Leistung wie Nasskühlung sehr viel höher.
Hybridkühlung wird daher häufig in Anlagen oder Kraftwerken gebaut, wo es zu eventuellen Beschwerden der Anwohner, mangelnder Akzeptanz oder Planungs-, Verkehrs- und Genehmigungsproblemen wegen Schwaden und Industrieschnee kommen könnte.

#### Hybridkühlturm

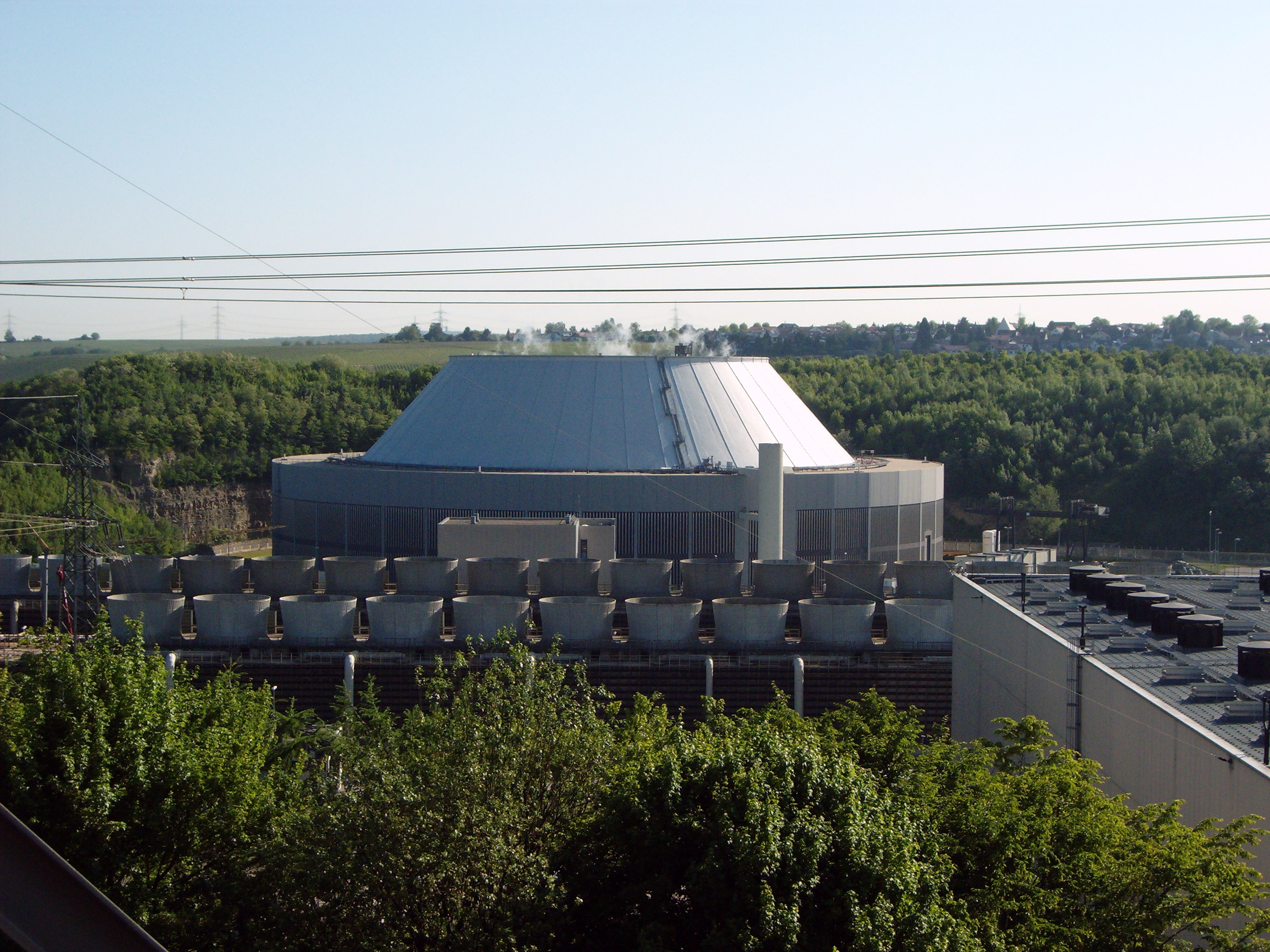
Hybridkühlturm (hinten) und Zellenkühler (vorne) im Kernkraftwerk Neckarwestheim

Hybridkühlanlagen können in Turmbauweise errichtet sein. Entweder hat ein solcher Hybridkühlturm im unteren Bereich Ventilatoren und drückt die Umgebungsluft in den Kühlwasserschleier im Inneren, oder der Kühlturm hat den Ventilator im oberen Bereich angeordnet und saugt die Luft durch den sog. Lufteintritt im unteren Bereich des Kühlturms an.
Beim Hybridkühlturm wird den Schwaden vor dem Verlassen des Kühlturms ein warmer, in Wärmeübertragern und durch Ventilatoren erzeugter Luftstrom beigemischt. Dadurch bleibt die Luft untersättigt und ist beim Verlassen des Kühlturms nicht sichtbar, es entstehen somit kaum sichtbare Dampfschwaden. Hybridkühltürme werden aus Beton, Holz, GFK oder Stahl gebaut.

#### Zellenkühler (Hybridausführung mit Nass- und Trockenebene)

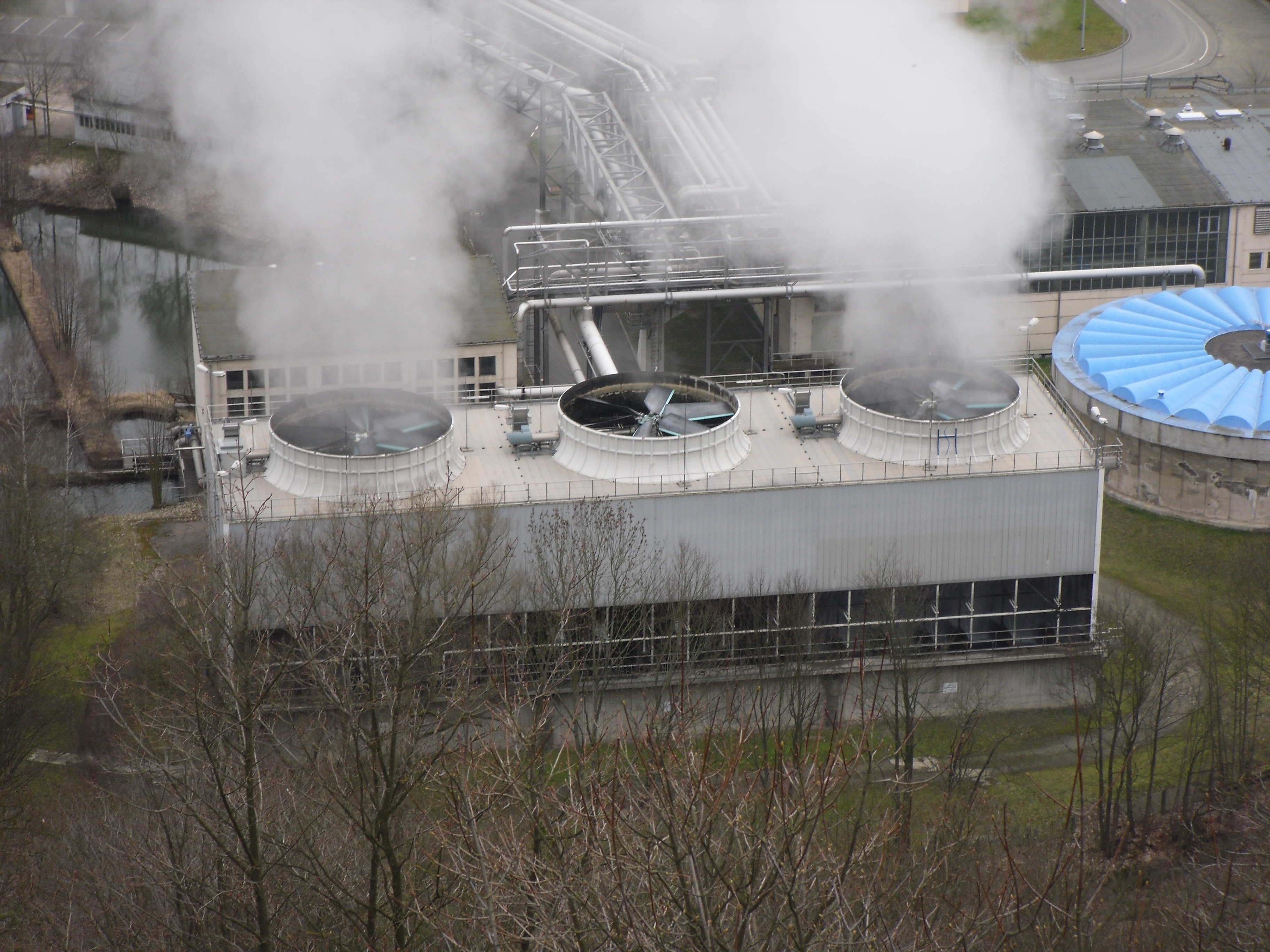
Zellenkühler der Zellstoff- und Papierfabrik Rosenthal

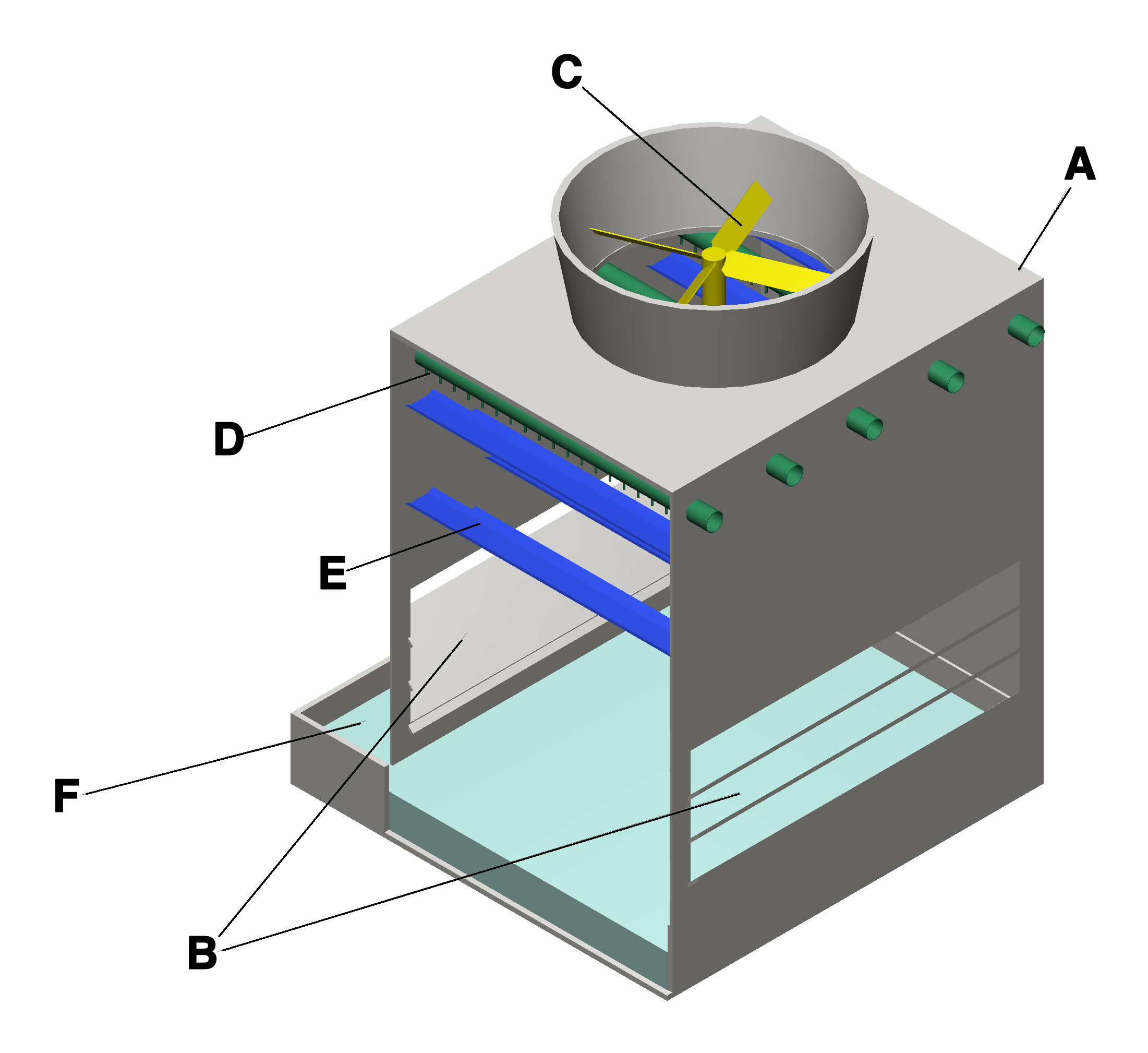
Schema eines Zellenkühlers

Ein Zellenkühler ist ein sehr kompakter Ventilatorkühlturm aus Holz, GFK, Stahl oder Beton, in dem das durch Prozesse erwärmte Kühlwasser rückgekühlt wird.
Ein Zellenkühler ist somit ein zwangsbelüfteter (durch Ventilatoren entweder Luft saugender oder von den Unterseiten Luft drückender) Kühlturm, in dem das zu kühlende Wasser durch an den Wasserverteilerrohren angeschlossenen Sprühköpfe über Rieselkörper verteilt wird.
Bei saugender Bauweise befindet sich auf der Oberseite des Zellenkühlers ein Diffusor mit einem Ventilator, der durch einen Elektromotor und ein Getriebe angetrieben wird. Bei drückender Bauweise sind die Ventilatoren im unteren Drittel an den Seiten des Bauwerks angeordnet.
Diese Ventilatoren erzeugen im Zellenkühler einen Luftstrom. Kühle Luft tritt durch den Lufteintritt im unteren Bereich des Zellenkühlers ein und wird durch die Rieselkörper nach oben gesogen oder gedrückt, wo die erwärmte, gesättigte Luft dann durch den Diffusor an der Oberseite wieder heraus gedrückt oder gesaugt wird. Eine Lage Tropfenabscheider (Demister) unmittelbar über der Wasserverteilung verringert die Wasserverluste. Somit werden große Wassertropfen nicht nach außen getragen.
Zellenkühler können als Nasskühler oder als Hybridkühler gebaut werden. Bei der Ausführung als Hybridkühler muss eine zweite Ebene mit Ventilatoren vorhanden sein, die den Dampfschwaden vor dem Verlassen der Anlage einen warmen, in Wärmeübertragern erzeugten Luftstrom beimischt. Dadurch bleibt die Luft untersättigt und es entstehen keine oder kaum sichtbare Dampfschwaden.
Ein Zellenkühler kann zur Verringerung von Geräuschemissionen mit Schallschutzelementen im Lufteintritt und Luftaustritt ausgestattet werden. Mehrere Zellenkühler werden in der Regel zur Erhöhung der Kühlleistung parallel geschaltet, sodass sich als Bauform ein rechteckiges Gesamtbauwerk ergibt.
Beispiel: Das momentan größte Solarthermiekraftwerk der Welt Andasol 1–3. Jeder Kraftwerksblock hat ein Nennleistung von 50 MW und einen Wasserverbrauch von 870.000 m³ pro Jahr.

#### Trockenkühlturm in Kombination mit einem Kühlteich
An besonders heißen Orten kann man auch Trockenkühltürme in Kombination mit Kühlteichen verwenden. Dieses Verfahren bietet den Vorteil, dass das Wasser im Kühlkreislauf im geschlossenen Kreis geführt werden kann. Die Wärme des Kühlkreislaufs wird an einen Kühlteich abgegeben, dessen Verdunstungskälte den Kühlkreislauf rückkühlt. Da der Kühleffekt über die Verdunstung von Wasser des Kühlteichs erfolgt, ist auch dieses Verfahren der Hybridkühlung und nicht der Trockenkühlung zuzurechnen.
Beispiel: Das Gaskraftwerk El dorado energy 27 km südwestlich von Boulder City, Nevada, 40 km südwestlich vom Lake Mead (Hoover-Staudamm), 64 km südöstlich von Las Vegas. Dieses Gaskraftwerk wird als Mittel- und Spitzenlastkraftwerk genutzt. Eine der Hauptaufgaben ist, die Strombedarfsspitzen von Las Vegas auszugleichen, die durch das Hoover-Damm-Kraftwerk nicht abgedeckt werden können.
| Geographische Daten      |                                                             |
| ------------------------ | ----------------------------------------------------------- |
| Standort                 | Boulder City, Nevada                                        |
| Koordinaten              | 35° 47′ 18,1″ N, 114° 59′ 37,9″ W                           |
| Höhe über NN             | 765 m                                                       |
| Kraftwerk                |                                                             |
| Kraftwerksname           | El Dorado Energy                                            |
| Inbetriebnahme           | 2000                                                        |
| Elektrische Leistung     | 480 MW                                                      |
| Kühlturm                 |                                                             |
| Bauart                   | Zellenkühler-Trockenkühlturm in Kombination mit Kühlteichen |
| Kühlturmhersteller       | GEA Power Cooling, Inc.                                     |
| Kühlteiche               | 3                                                           |
| Kühlteichfläche          | 3 × (200 m × 150 m) = 90.000 m²                             |
| Wasserverbrauch pro Jahr | ?                                                           |

## Anwendung

### Wärmekraftwerke
Wärmekraftwerke gewinnen die für ihren Betrieb notwendige Wärme u. a. mittels:
- Verbrennung von chemischen Energieträgern wie Kohle, Gas, Öl, Torf, Biomasse
- Kernspaltung in Kernkraftwerken
- absorbierte Sonnenstrahlung (solarthermische Kraftwerke)
- Erdwärme (Geothermie)

Nach den Gesetzen der Thermodynamik kann Wärmeenergie nur dann in eine andere Energieform umgewandelt werden, wenn eine Temperaturdifferenz vorliegt. Neben einer Wärmequelle wird also auch eine Wärmesenke benötigt. Diese Wärmesenke kann durch einen Kühlturm bereitgestellt werden.
Zur Stromerzeugung im Wärmekraftwerk benötigt man einen Dampferzeuger. Der Wasserdampf treibt eine Turbine an, die wiederum einen Generator antreibt, der den Strom erzeugt. Bei der Entspannung in der Dampfturbine wird der Dampf bereits bis zu 15 % kondensiert (Austrittstemperatur etwa 36 °C). Der Abdampf der Generatorturbine muss mit Hilfe eines Kondensators rückkondensiert werden. Zur Kondensation des Dampfes werden erhebliche Mengen Kühlwasser benötigt. In einem großen Wärmekraftwerk können pro Stunde bis zu 100.000 m³ Wasser die Anlagenteile und den Kühlturm passieren.
In einem Wärmekraftwerk gibt es mindestens zwei getrennte Wasserkreisläufe:
- Dampfkreislauf: Wasser wird in einem Dampfkessel erhitzt und verdampft. Die Turbine entzieht dem Dampf durch Entspannung die Energie und treibt den Generator an. Anschließend wird der Dampf im Kondensator niedergeschlagen. Das nun flüssige Wasser wird durch die Speisepumpen energetisch günstig wieder in den Kessel gepumpt.
- Kühlkreislauf: Hier wird die Wärmeenergie vom Kondensator mit Kühlwasser abgeführt, das zum Beispiel in einem Kühlturm wieder abgekühlt wird.

Kühltürme schaffen somit das kalte Ende (Wärmesenke) des Dampfkreislaufes im Wärmekraftwerk. Sie machen das Kraftwerk von einem nahen Fluss oder einer sonstigen Wärmesenke unabhängig. Ebenfalls notwendig ist ein Kühlturm, wenn das Kühlwasser aus Umweltschutzgründen nur mit begrenzter Temperatur in den Fluss abgegeben werden darf.
Bei Wärmekraftwerken steht meistens die Erzeugung von elektrischem Strom im Vordergrund. Die erzeugte Wärme lässt sich aus physikalischen Gründen nur zum Teil in Strom umsetzen. Es bleibt meist über die Hälfte Abwärme, die im Kühlturm umgesetzt wird. Wärmegeführte Kraftwerke (Heizkraftwerke) arbeiten mit dem Schwerpunkt Heizen und geben die Wärme in Fernwärmenetze.

### Kühlwasserverbrauch bei verschiedenen Stromerzeugungsverfahren
| Kraftwerk                             | Typ          | Wassermenge m³/Jahr | Strommenge MWh/Jahr | Wasserverbrauch m³/MWh | Literaturwert gallons/MWh |
| ------------------------------------- | ------------ | ------------------- | ------------------- | ---------------------- | ------------------------- |
| Kernkraftwerke                        | Kernkraft    |                     |                     | 1,893–4,164            | 500–1100                  |
| Parabolrinnen-Solarthermie-Kraftwerke | Solarthermie |                     |                     | 2,877–3,483            | 760–920                   |
| Andasol                               | Solarthermie | 870.000             | 180.000             | 4,833                  | 1277                      |
| Nevada Solar One                      | Solarthermie | 493.393             | 135.050             | 3,653                  | 965                       |
| Kohlekraftwerke                       | Kohle        |                     |                     | 0,416–1,136            | 110–300                   |
| Gaskraftwerke (kombinierter Zyklus)   | Gas          |                     |                     | 0,757                  | 200                       |

### Weitere Anwendungen

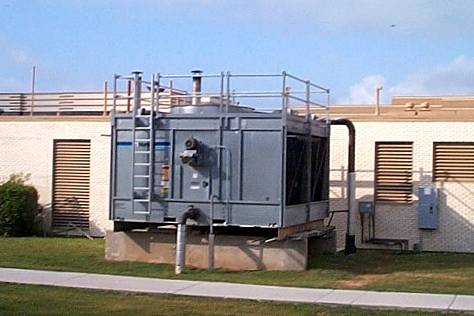
Zellenkühler (Ventilatorkühlturm) an einer Industrieanlage

Kühltürme werden auch zur Wasserkühlung in der chemischen Industrie verwendet.
Solche Kühltürme bzw. Rückkühlwerke sind meist erheblich kleiner als diejenigen von Kraftwerken.

### Notwendige Daten zur Planung von Kühltürmen
Kühltürme werden in Abhängigkeit vom Kühlverfahren nach verschiedenen DIN- und ISO-Normen ausgelegt. Daten des Kraftwerks und dessen Lage sind bestimmend für die Dimensionierung: 
- Standort
  - Luftdruck (ISO-Norm: Seehöhe)
  - Umgebungstemperatur (ISO-Norm: 15 °C)
  - relative Luftfeuchtigkeit (ISO-Norm: 60 % relative Luftfeuchtigkeit)
- Kraftwerksleistung
- Wassertemperatur und -druck im Kühlkreislauf

Der Kühlturm ist durch folgende Parameter charakterisiert:
- Wasserein- und -austrittstemperatur im Kühlkreislauf
- Bauart
- Luftein- und -austrittstemperatur in den Kühlturm
- Wasserumlaufmenge
- Wasserverbrauch

### Nutzungsmöglichkeiten der Abwärme von Industrieprozessen als Alternative zu Kühltürmen

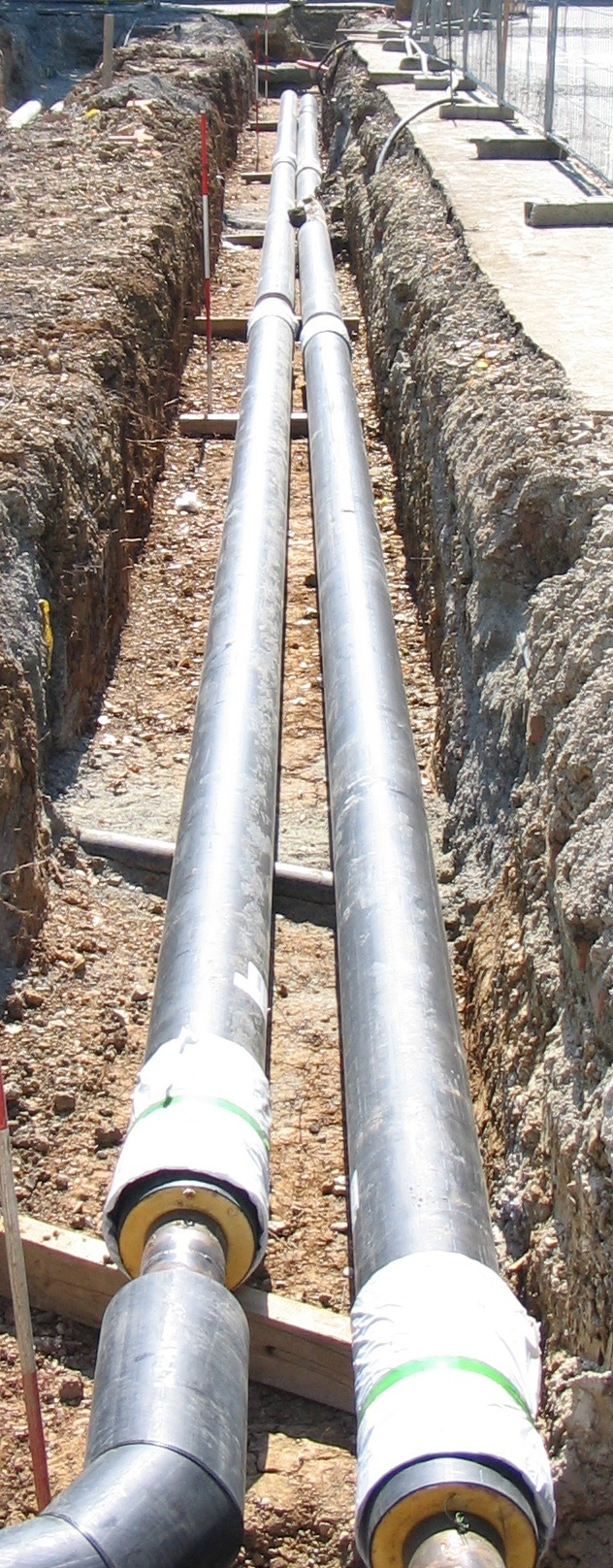
Fernwärmeleitung aus Kunststoffmantel-Verbundrohr

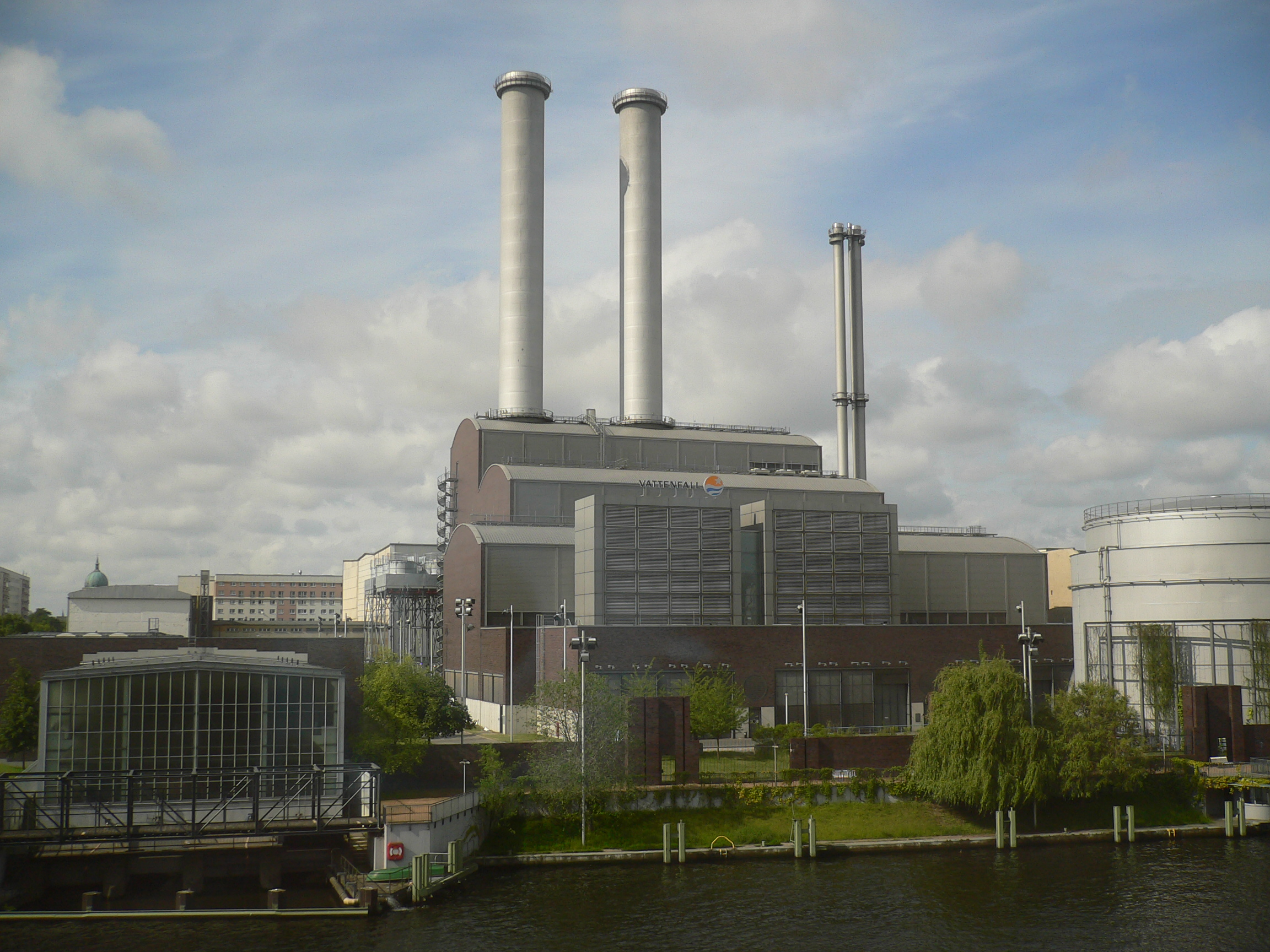
Das Heizkraftwerk Berlin-Mitte wird neben der Stromproduktion auch zur Fernwärmeversorgung des Regierungsviertels eingesetzt. Im Winter ist durch die Abgabe von Fernwärme kein Kühlturm notwendig. Im Sommer wird die Anlage nicht mit Volllast betrieben, zusätzlich steht ein abgewandelter Trockenkühlturm in flacher Bauweise mit Ventilatoren zur Verfügung.

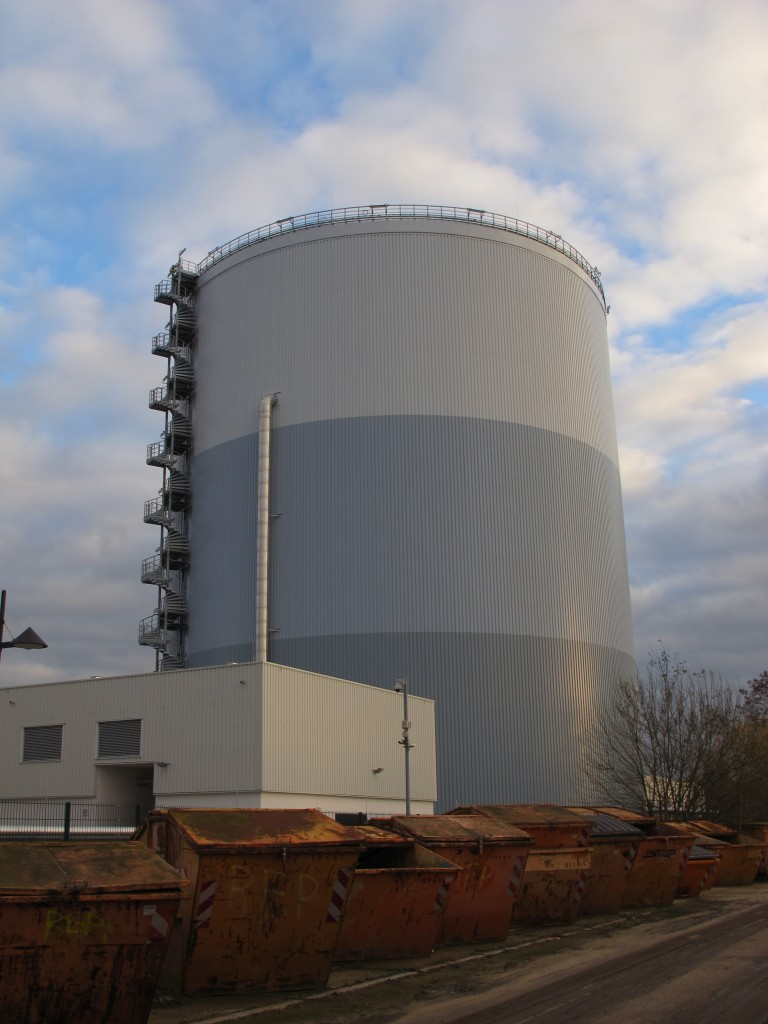
Wärmespeicher in Potsdam

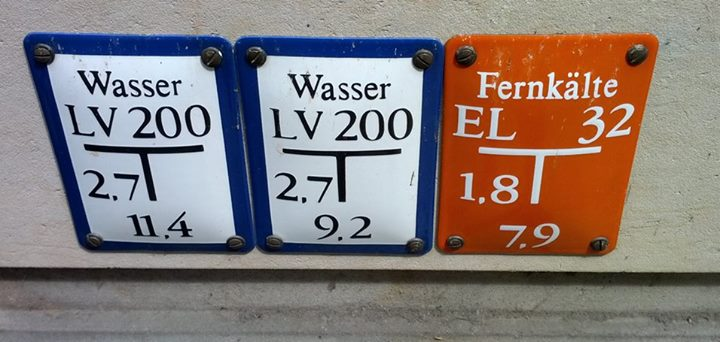
Fernkälte als Nutzungsmöglichkeit um Fernwärme im Sommer umzuwandeln

Bei Kraftwerken für die Stromerzeugung wird von dem Kondensator verfahrensbedingt eine relativ niedrige Temperatur an den Kühlkreislauf des Kühlturmes übertragen. Diese Abwärme geringer Temperatur ist technisch nicht weiter nutzbar, sollte aber zur Erhöhung des Wirkungsgrades des thermischen Kreisprozesses noch weiter gesenkt werden.
Diese Aufgabe kann ein Kühlturm übernehmen, wenn er die vorhandene und nicht mehr zur Stromerzeugung nutzbare Prozesswärme an die Umgebung abführt. Bei einem Bedarf könnte die freiwerdende Kondensationsenthalpie (z. B. in einem Fernwärmenetz oder Wärmespeicher) auch bei einer höheren Temperatur abgeführt werden.
Diese Wärmeauskopplung mindert zwar den elektrischen Wirkungsgrad und damit die elektrisch nutzbare Leistung des Kraftwerkes, da nun ein kleinerer Teil der Wärmeenergie zur Stromerzeugung direkt nutzbar ist. Jedoch wird aber mehr Energie vom eingesetzten Brennstoff für zwei Prozesse (Stromproduktion und Fernwärmeproduktion) genutzt. Somit wird der Brennstoffausnutzungsgrad verbessert. Der kombinierte Strom- und Wärmenutzungsprozess bei Kraftwerken wird als Kraft-Wärme-Kopplung bezeichnet.
Es wird zwischen strom- und wärmegeführter Auslegung von KWK-Anlagen unterschieden, je nach der Priorität, die einer der beiden Energieformen zugemessen wird. Stromgeführte Anlagen optimieren den Stromertrag, wärmegeführte Anlagen den Wärmeertrag. Der höchste Nutzungsgrad wird mit wärmegeführter Auslegung erzielt, weil dabei die geringsten Energieverluste entstehen. Dabei kann die Wärmespeicherung durch Verwendung eines Fernwärmespeichers bewerkstelligt werden. Die erzeugte Wärme wird als warmes Wasser, die sogenannte Fernwärme, oder Wasserdampf über isolierte Rohrleitungen zur Gebäudeheizung, für industrielle Zwecke (Prozesswärme) oder in der Lebensmittelherstellung (z. B. Aquakultur) verwendet. Durch Einsatz von großen Wärmespeichern kann die im KWK-Prozess (immer zeitgleiche) Produktion von Wärme und Strom zeitlich wieder entkoppelt werden, da die Wärme zwischengespeichert werden kann. So kann eine KWK-Anlage stromgeführt betrieben werden und dennoch die Wärmebereitstellung eines wärmegeführten Betriebs gewährleisten. In Zeiten von hoher Strom- und geringer Wärmenachfrage kann die Anlage in Volllast betrieben werden und die überschüssige Wärme in den Speicher laden. In Zeiten von geringer Strom- und dennoch hoher Wärmenachfrage kann die KWK-Anlage in Teillast betrieben werden, die restliche Wärme kann dann durch den Wärmespeicher temporär bereitgestellt werden.
Da die Verbindung von KWK-Anlagen und großen Wärmespeichern zu einer hohen Flexibilität bei effizienter Brennstoffnutzung führt, hat die Bundesregierung die Förderung von Wärmespeichern mit der letzten Novelle des Kraft-Wärme-Kopplungsgesetzes in die Förderung mit aufgenommen.

#### Fernwärme
In den mehrstufigen Turbinen der Kraftwerke wird der Wasserdampf in der Regel bis an den Beginn der Kondensation expandiert, bei Auskopplung von Fernwärme muss dieser Prozess schon vorher abgebrochen werden, was eine Einbuße von bis zu 25 % der elektrischen Leistung bedeutet. Zum Betrieb eines Fernwärmenetzes ist wegen der vielen Wärmeübertrager und der dort erforderlichen Temperaturgefälle eine Temperatur des Primärkreislaufs von 130–150 °C notwendig.
Im Sommer geht die Kühlleistung (für Kühlwasser im Kraftwerksbetrieb) eines Fernwärmenetzes durch den geringeren Heizbedarf von externen Fernwärmenutzern stark zurück, so dass trotzdem in (zum Teil auch kleinere) Kühltürme oder Wärmespeicher investiert werden muss. Deshalb wird nach Möglichkeiten gesucht, um die restliche Energie auch im Sommer zu nutzen. Ein sinnvolles Einsatzgebiet ist die Fernkälte.

#### Fernkälte
Bei der Nutzung bzw. Produktion von Fernkälte wird dem externen Kunden wie bei Fernwärme im Winter heißes Wasser geliefert, welches vor Ort mit Hilfe von Absorptionskältemaschinen Kälte erzeugt. Dieses Verfahren wird zurzeit für Einrichtungen mit großem Kältebedarf, zum Beispiel Krankenhäuser oder Einkaufszentren, eingesetzt. In Chemnitz gibt es einen zentralen Kältespeicher, der Einrichtungen in der Stadt versorgt.
Seit 1973 besitzt Chemnitz (damals Karl-Marx-Stadt) als zweite deutsche Stadt ein Fernkältenetz. Das etwa vier Kilometer lange von den Stadtwerken Chemnitz betriebene Netz versorgt Technische Universität, Opernhaus, Stadthalle, Amtsgericht sowie mehrere große Einkaufszentren.
Durch Nutzung von Absorptionskältemaschinen ist es möglich, auf die mit Elektroenergie angetriebenen Kältemaschinen (Kompressionskältemaschinen) weitgehend zu verzichten.
In Wien ging 2009 die erste Kältezentrale für Fernkälte in der Spittelau ans Netz, die unter anderem das Allgemeine Krankenhaus der Stadt Wien sowie verschiedene Bürogebäude mit Fernkälte versorgt. Mittlerweile gibt es auch noch weitere Kältezentralen von Wien Energie im ganzen Stadtgebiet, 2014 erfolgte die Inbetriebnahme der Fernkältezentrale Hauptbahnhof. Mit einer Leistung von 20 Megawatt im Endausbau ist diese Kältezentrale eines der größten Fernkälteprojekte in Europa. Im ganzen Stadtgebiet sind 65 Megawatt (Stand 2014) an Fernkälteleistung in Betrieb. Ohne die Fernkältenutzung würde ein Großteil der Energie im Sommer ungenutzt über Kühltürme an die Umwelt abgegeben.
Die Kombination von gemeinsamer Strom- und Wärmeerzeugung (sowie Fernkälteerzeugung durch Umwandlung der Heizenergie) wird als Kraft-Wärme-Kopplung bezeichnet. Dieses System kann mit maximaler Effizienz nur dezentral betrieben werden um Leitungsverluste zu minimieren. Voraussetzung sind somit geringe Strecken zum Wärmetransport. Mit zunehmender Verteuerung von Brennstoffen und bei erhöhten Umweltschutzauflagen wird die Kraft-Wärme-Kopplung weiter an Bedeutung gewinnen.

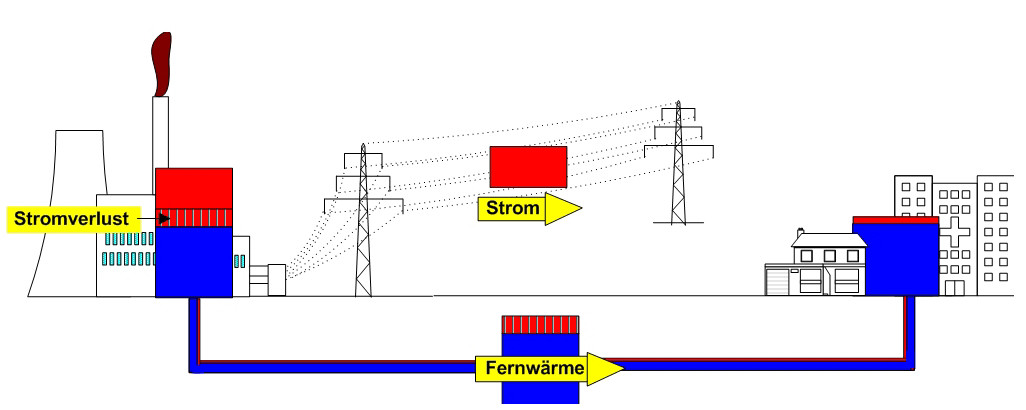
Thermodynamische Prinzipskizze
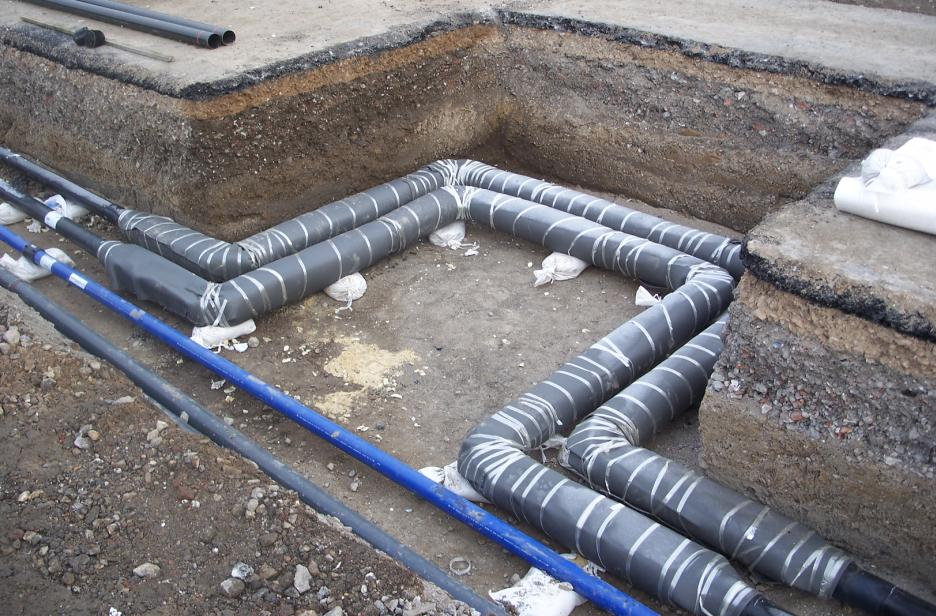
Fernwärmeleitung (U-Bogen zum Längenausgleich)
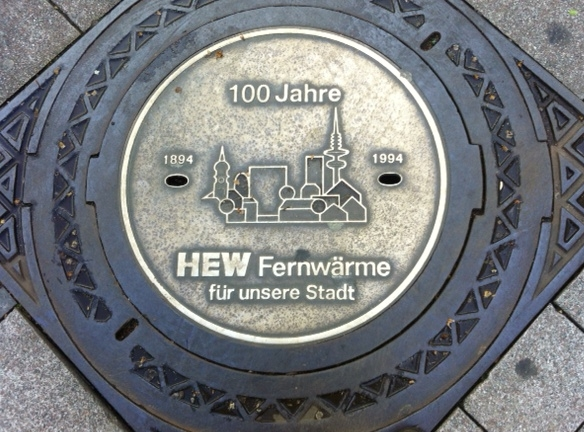
Fernwärmeschacht in Hamburg
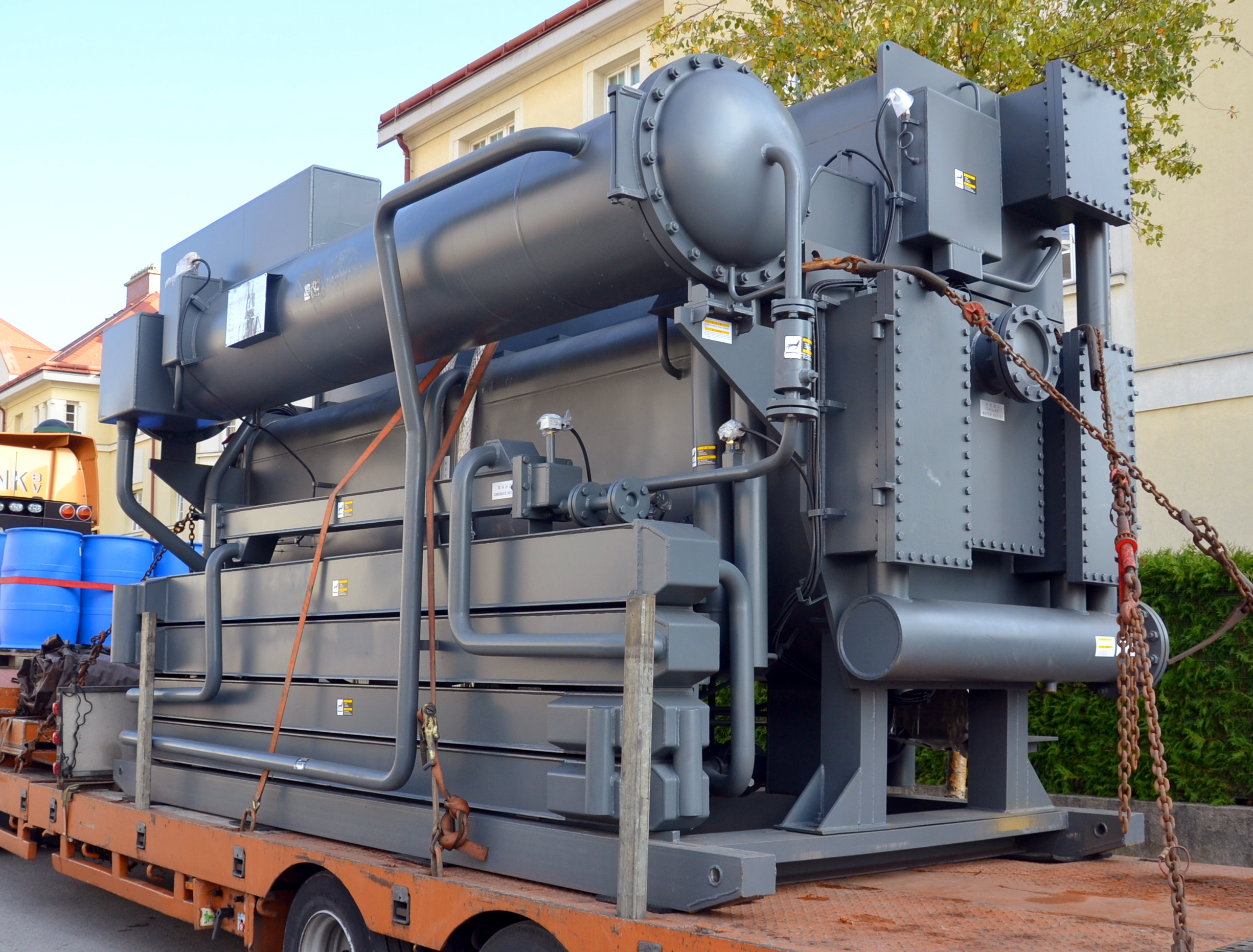
Absorptionskältemaschine mit 1,4 MW Kälteleistung auf einem Transporter

## Gefahren

### Brandgefahren
Sobald ein Naturzug-Kühlturm außer Betrieb ist, kann von ihm wegen der sehr leichten Rieseleinbauten (Polypropylen, Polyvinylchlorid, Asbestzement, Holz) und des Kamineffekts eine erhebliche Brandgefahr ausgehen. Am 12. Mai 2003 brannte bei Abrissvorbereitungen im stillgelegten Kraftwerk Schwandorf ein Naturzugkühlturm ab, nachdem in seinem Inneren ohne Brandschutzmaßnahmen geschweißt wurde. Innerhalb von 45 Minuten brannten 108 Tonnen Einbauteile aus Polypropylen ab, nach weiteren 50 Minuten waren auch 60 Tonnen hölzerne Einbauteile verbrannt. Die frühzeitig gerufene Feuerwehr konnte wegen Einsturzgefahr das Feuer nicht rechtzeitig löschen. Versuche der VGB haben gezeigt, dass der Brand eines Naturzug-Kühlturmes unlöschbar ist und immer einen Totalschaden zur Folge hat.

### Gesundheitsgefahren durch Verkeimung der Umgebung

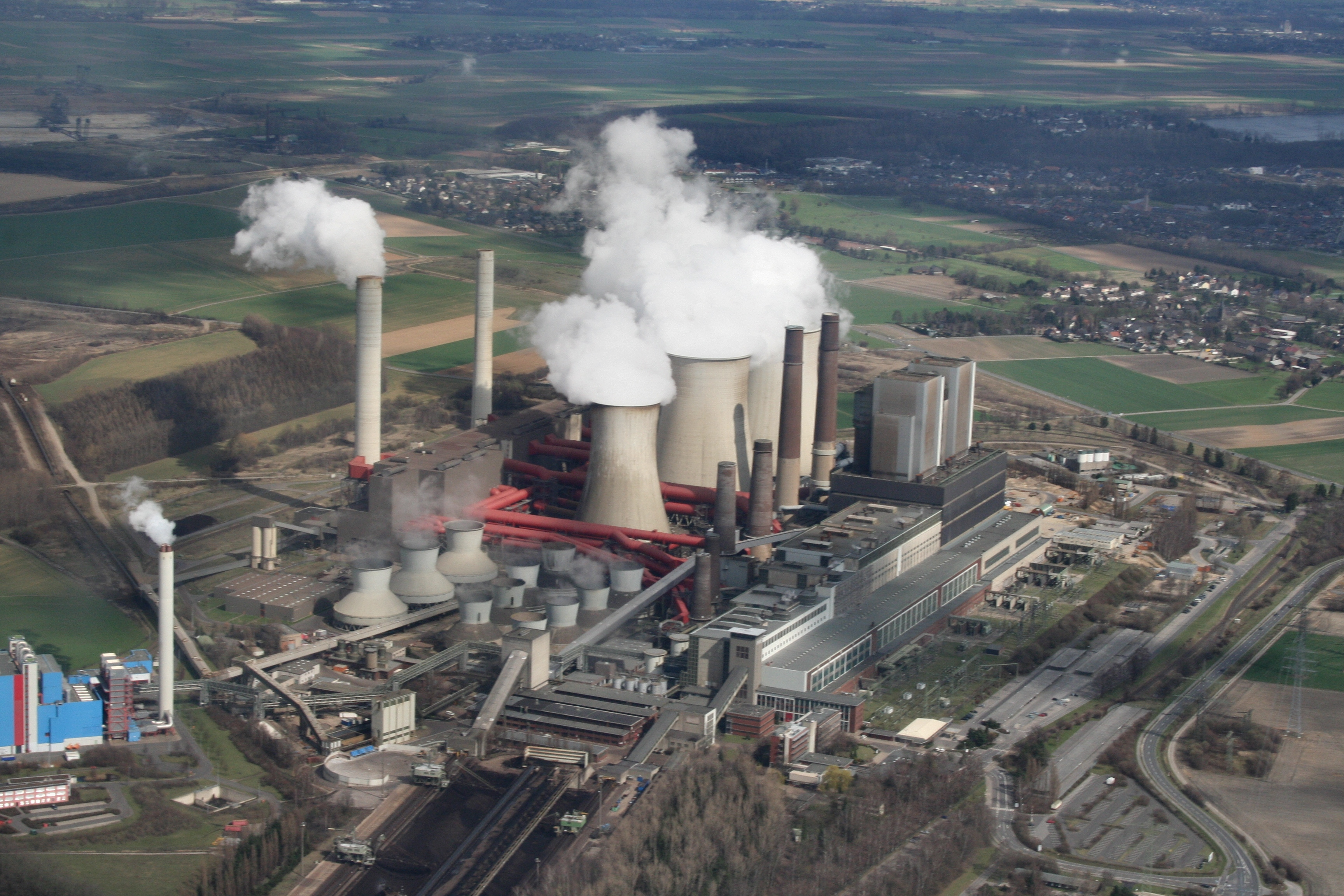
Kohlekraftwerk Weisweiler. Block F war 2014 mit 275.000 KBE pathogener Legionellen kontaminiert.

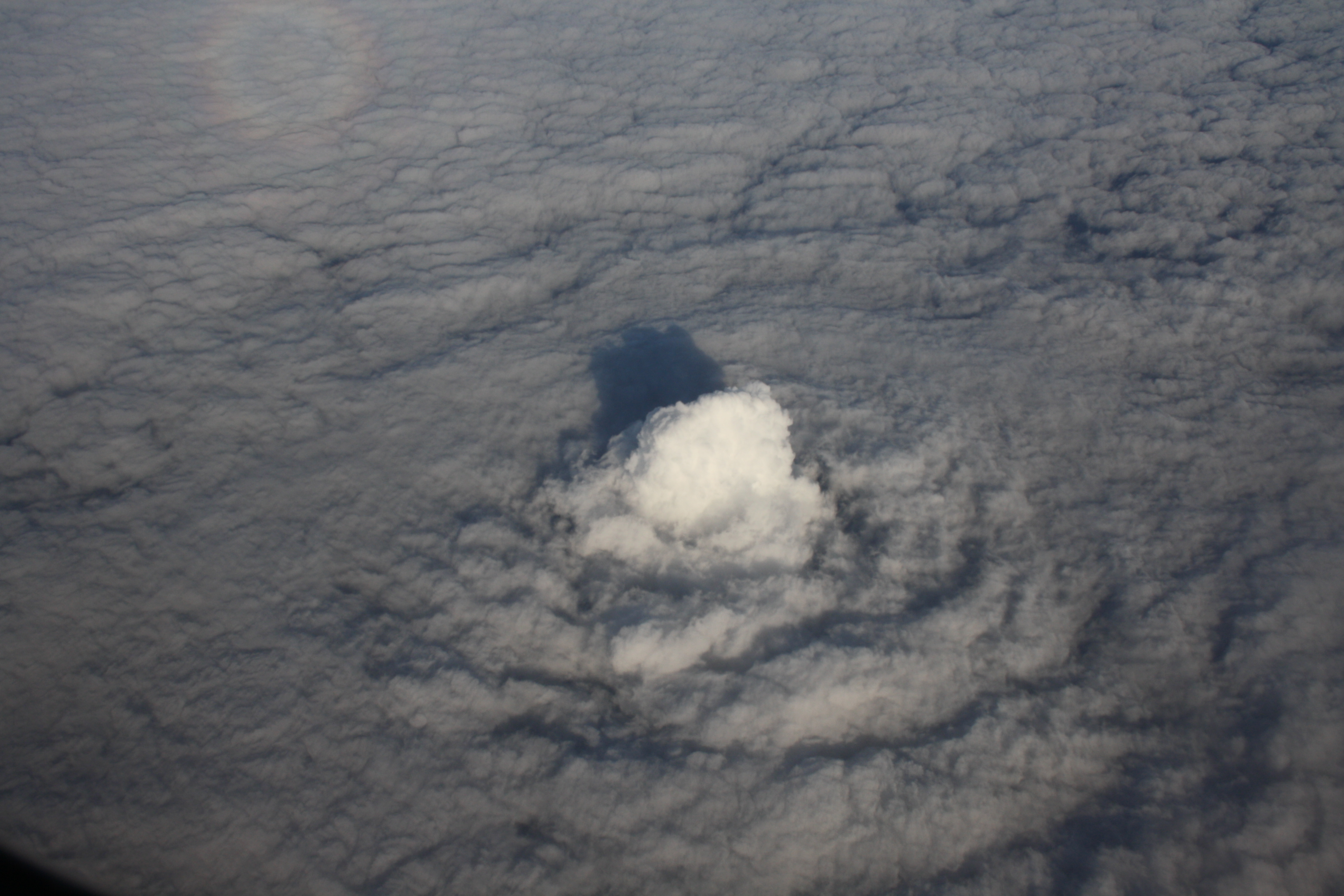
Kühltürme produzieren große Mengen Aerosol und können dadurch über 10 km Entfernung eine Infektionsquelle sein.

Bei Kühltürmen und Rückkühlwerken, die mit offenen Wasserkreisläufen (Nasskühlung) arbeiten, besteht die Gefahr einer Verkeimung und einer Verbreitung der Keime als Bioaerosol. Kontaminierte Kühltürme können im Radius von über 10 km Entfernung Infektionen mit Legionella pneumophila verursachen.
Das Problem lässt sich durch den Einsatz von Trockenkühltürmen vermeiden, allerdings ist Trockenkühlung weniger effizient als Nasskühlung. Somit wird für die gleiche Kühlleistung bei Trockenkühlung entweder mehr elektrische Energie zum Betrieb benötigt (bei Ventilator-Trockenkühltürmen) oder die Türme benötigen mehr Innenraumvolumen (Naturzug-Trockenkühltürme).
Eine weitere Möglichkeit die Verkeimung von Kühltürmen einzuschränken ist der Einsatz spezieller Metall-Mineral-Katalysatoren. Diese sind in der Lage das Wachstum eines Biofilms zumindest zu hemmen und zu verlangsamen und somit die Risiken durch Verkeimung der Kühltürme zu reduzieren.
Naturzugkühltürme (Nasskühlung) bis zu 200 MW thermischer Leistung unterliegen der Richtlinienreihe VDI 2047 "Hygiene bei Rückkühlwerken." Der freiwillige Grenzwert für Legionellen liegt in Deutschland bei 1.000 kbE/100 mL.
Beispiele für Legionellen-kontaminierte Kühlsysteme:
- Europäische Epidemien: Murcia, Spanien (2001, Belüftungsanlage mit einem Kühlturm); Barrow-in-Furness, England (2003, Kühlturm); Lens, Frankreich (2004, Kühlturm) und Genf, Schweiz (2001, wahrscheinlich Kühlturm).[29]
- Januar 2010 in Ulm, war auf einen Testbetrieb eines neuen Rückkühlwerks von Kühlanlagen zurückzuführen
- Im Sommer 2012 wurden in Rheinland-Pfalz und im Saarland über 20 Personen mit Legionellen inzifiziert.[30]
- Der Legionellose-Ausbruch in Warstein 2013 wird auf ein Rückkühlwerk zurückgeführt.
- Das Kohlekraftwerk Moorburg wurde im Probebetrieb 2013 stillgelegt, da Legionellen mit 2.300 kbE/100 mL im Kühlkreislauf nachgewiesen wurden.[28]
- Der Legionellose-Ausbruch in Jülich 2014 führte dazu, dass Block F des Kohlekraftwerkes in Weisweiler mehrmals abgeschaltet wurde, da in dessen Kühlkreislauf eine überhöhte Anzahl Legionellen nachgewiesen wurde. Daraufhin wurde die Überprüfung aller Kühltürme in NRW angeordnet[31] und eine Gesetzesinitiative über den Bundesrat eingebracht, Kühlanlagen regelmäßig auf Legionellen zu untersuchen.[32] Die Dekontamination in Weisweiler erwies sich als schwierig und zog sich über drei Monate.[33] Der Höhepunkt wurde trotz zahlreicher Maßnahmen mit 275.000 KBE erreicht und zog ein zweiwöchiges Betriebsverbot nach sich.[34]

## Nutzung und Gestaltung der Fassade von Kühltürmen

### Schutz des Landschaftsbilds durch Farbgestaltung

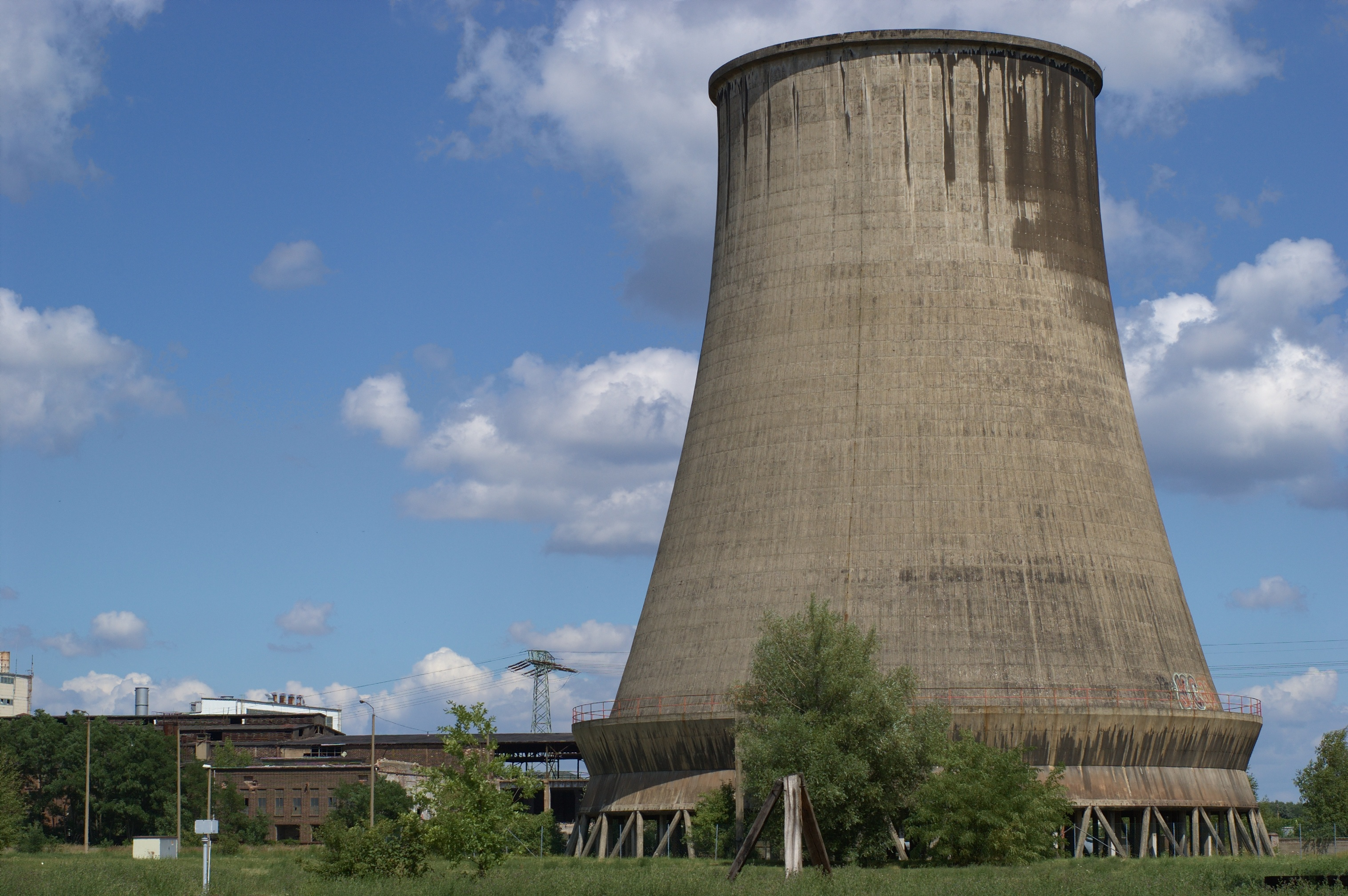
Kühlturm ohne Farbanstrich
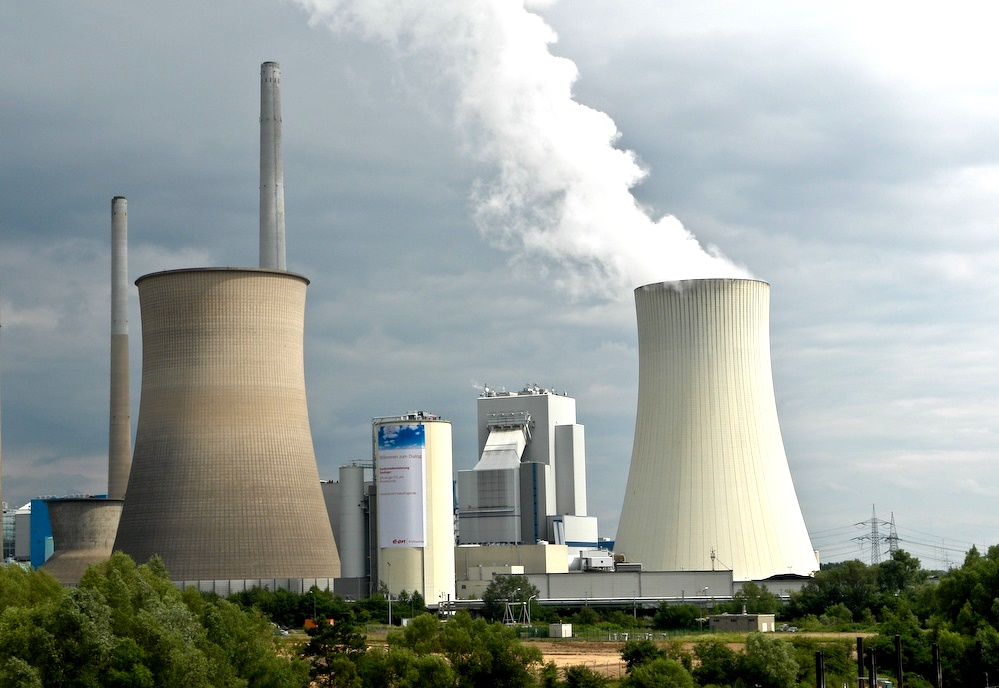
Kühlturm links ohne Farbanstrich, rechts einfarbig graue Gestaltung
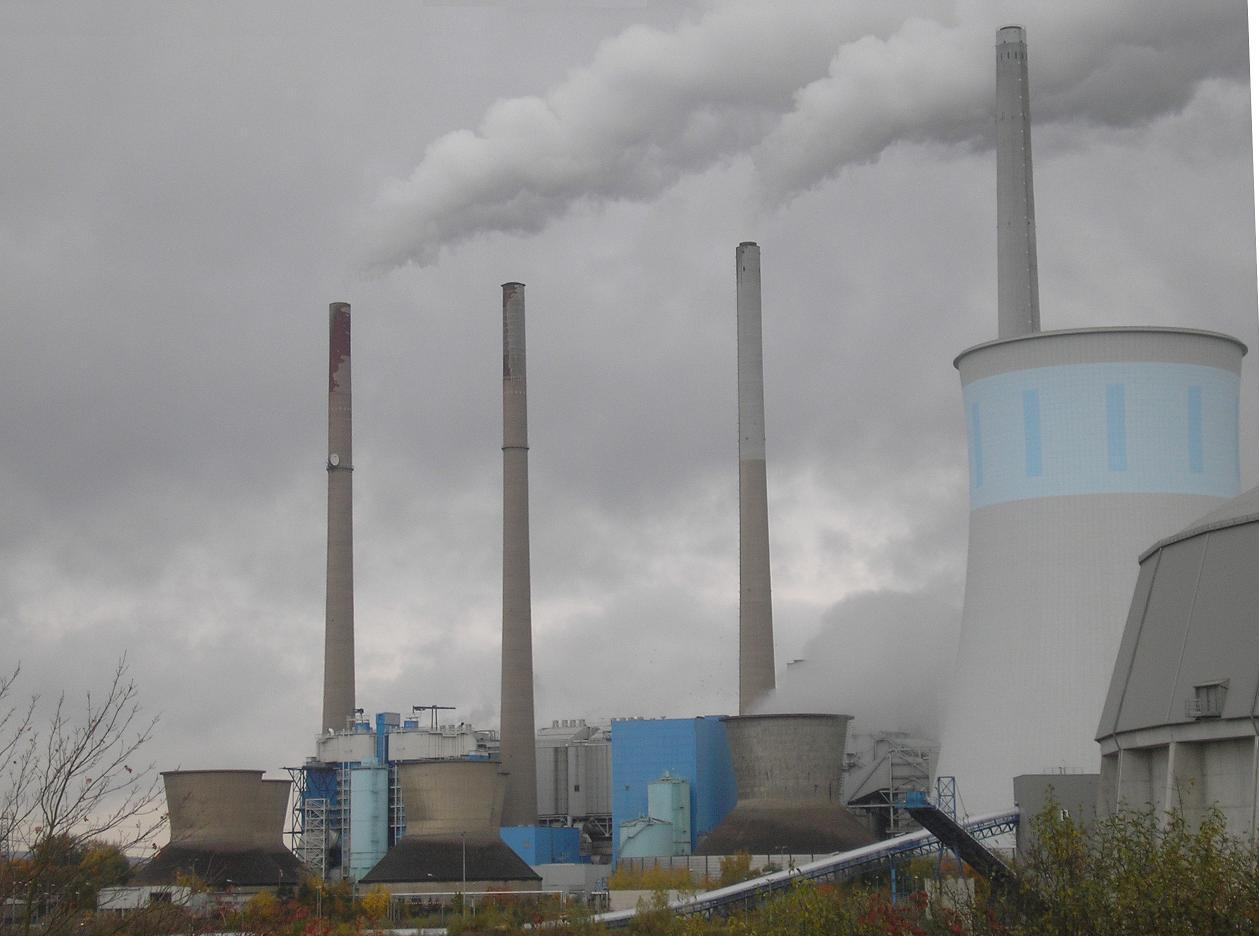
Kühltürme links ohne Anstrich, rechts mit grauer Grundierung und blauen Elementen zur Konturauflösung
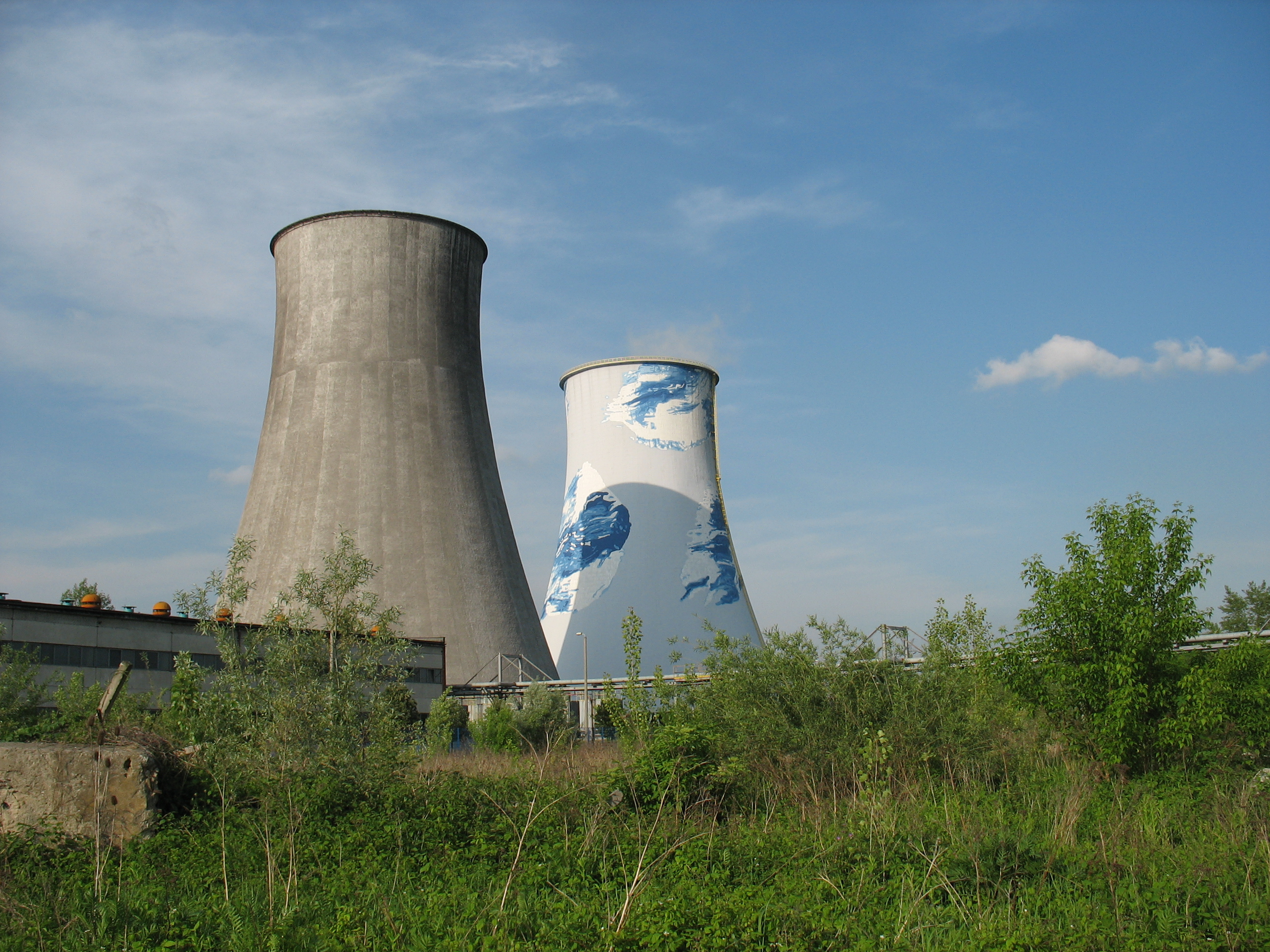
Kühlturm links ohne Farbanstrich, rechts mit Anstrich und "Tarnmuster" zur besseren Einfügung ins Landschaftsbild
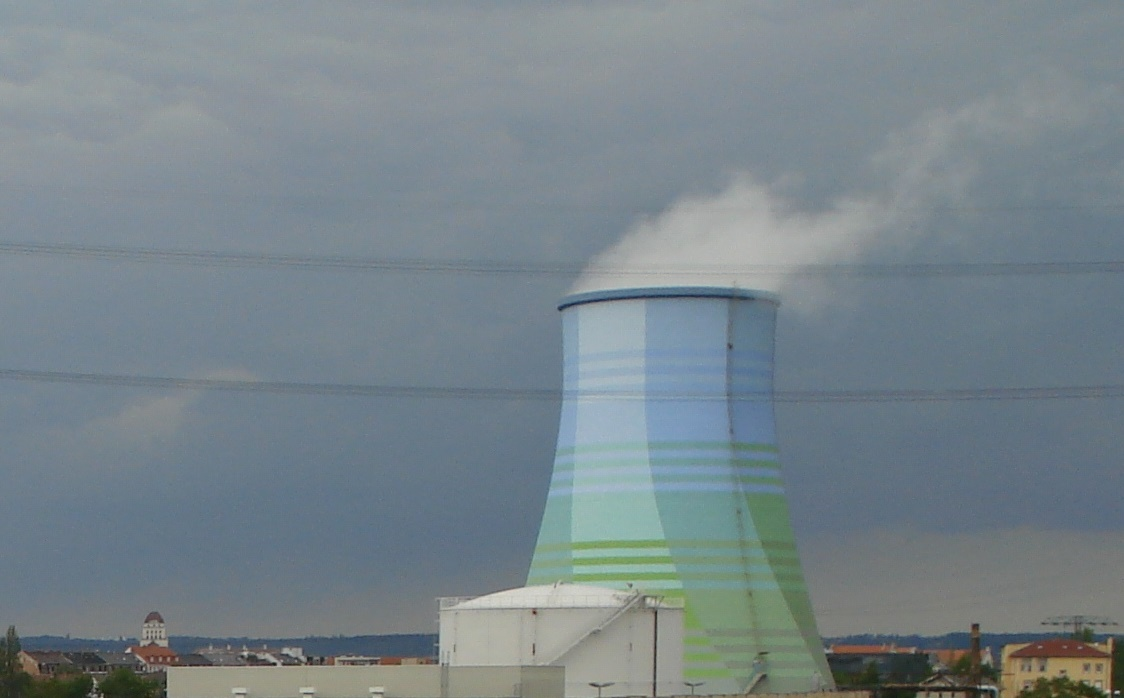
Kühlturm mit Farbgestaltung und Muster zur besseren Einfügung ins Landschaftsbild
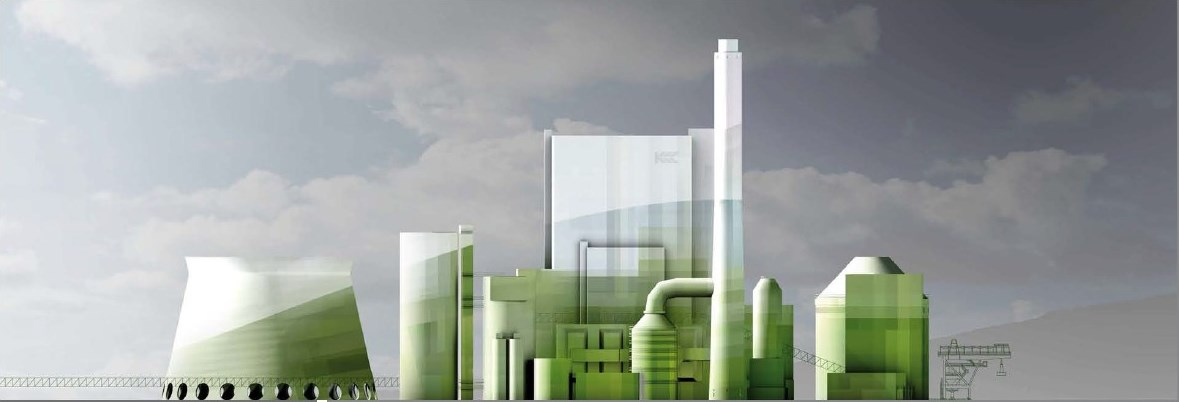
Designentwurf für ein Kraftwerk, um es ins Landschaftsbild zu integrieren

Zum Schutz des Landschaftsbilds besteht die Möglichkeit, notwendige Kühlanlagen für Kraftwerke und Industrieanlagen entweder besonders kompakt und niedrig zu bauen (Zellenkühler, Ventilatorkühltürme und Hybridkühltürme) oder die Anlagen mit Hilfe der Farbgebung weniger sichtbar zu machen.
Kühltürme sind häufig lichtgrau beschichtet, es gibt auch Versuche mit verschiedenen Farben und Mustern.

### Kunstobjekte

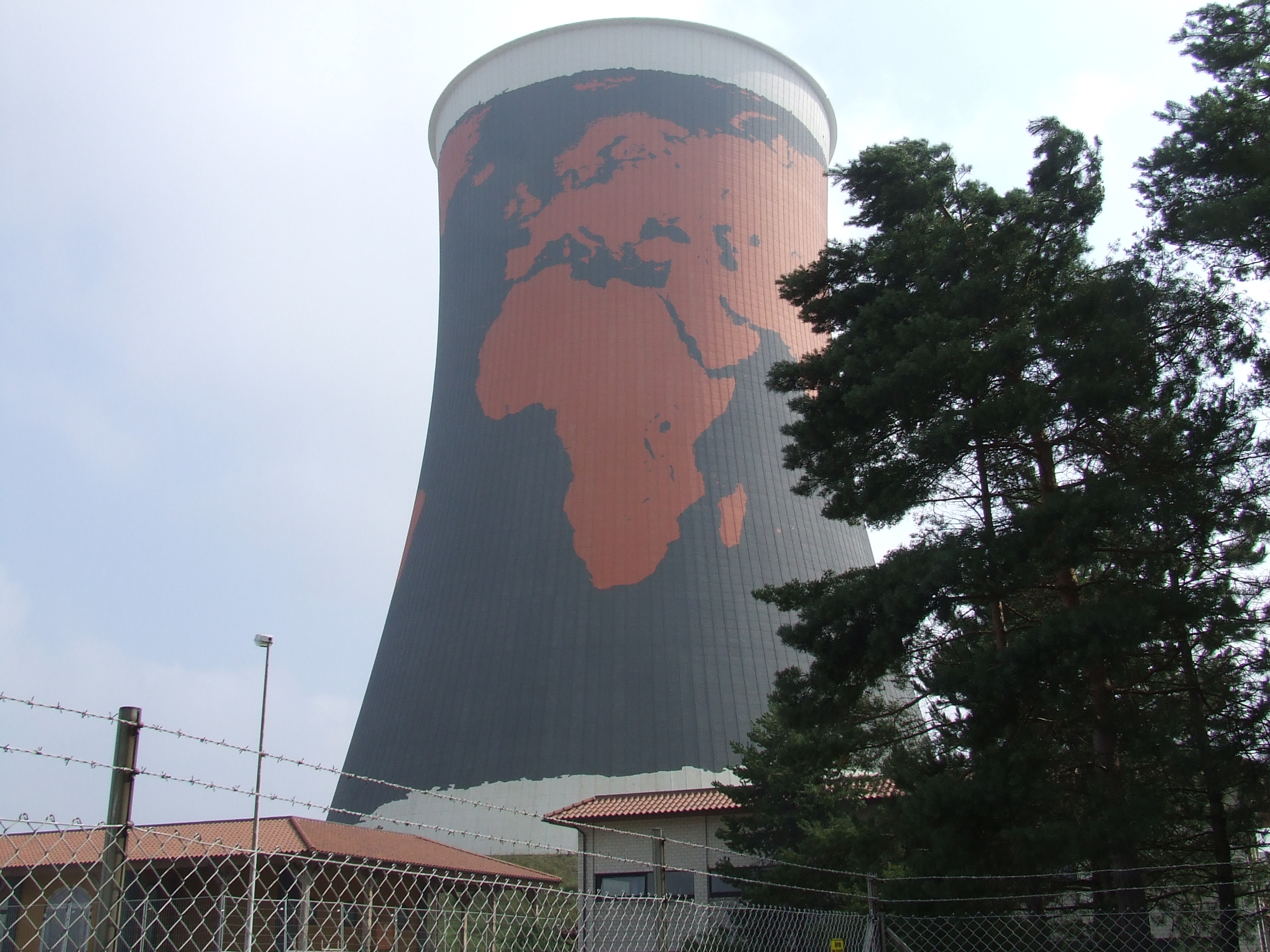
Kühlturm des Gaskraftwerks Meppen
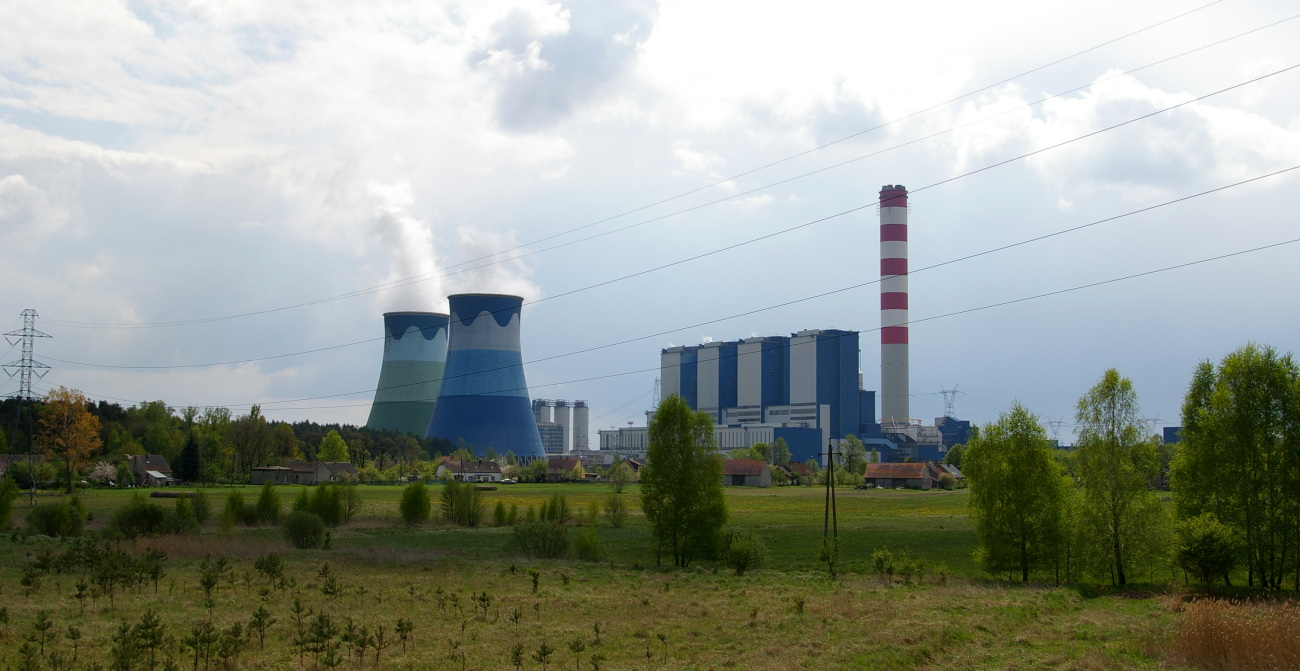
Kontur-Muster auf Kühltürmen am Kraftwerk Opole
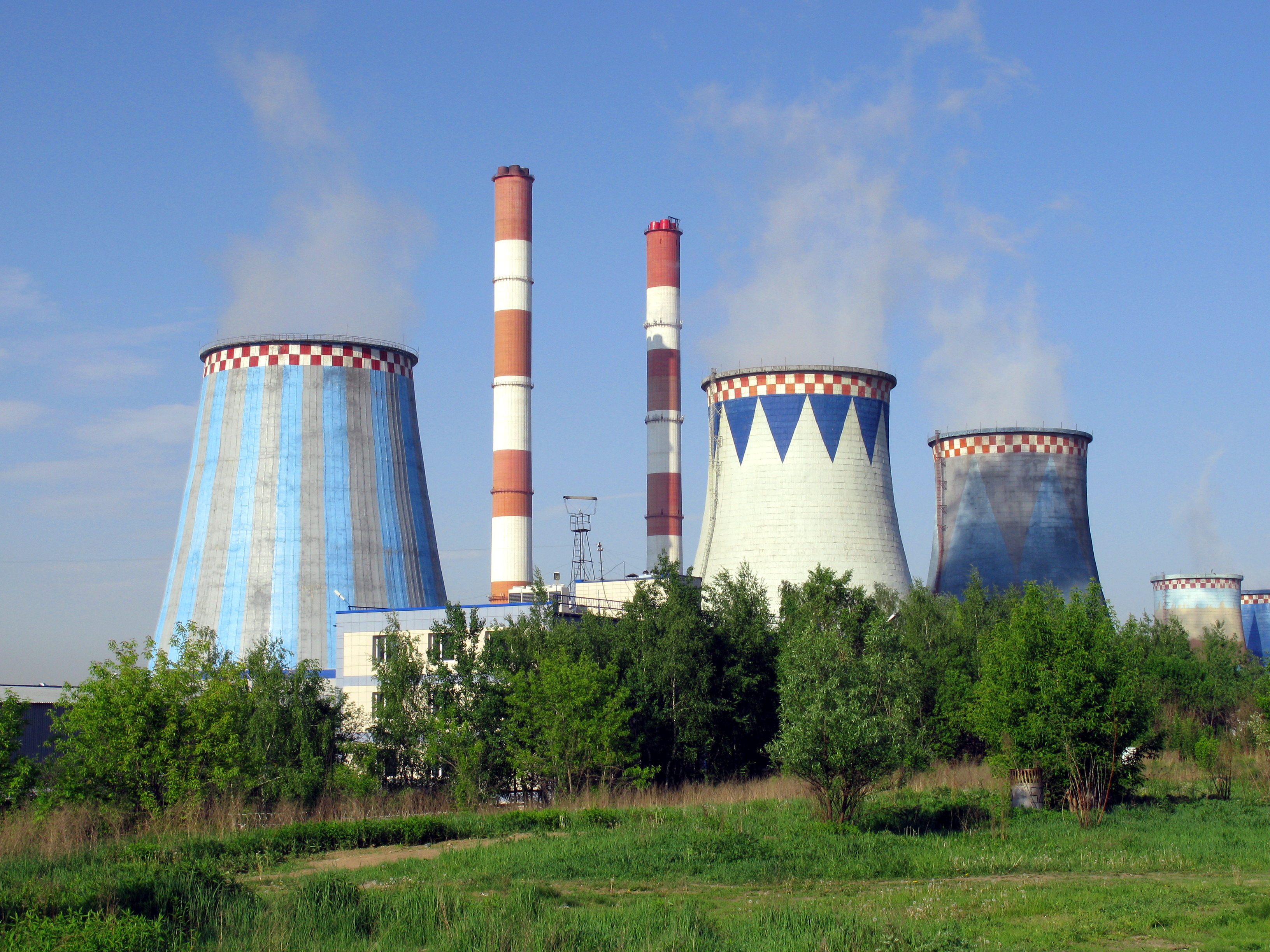
Kühlturmgestaltung mit verschiedenen Kontur-Mustern
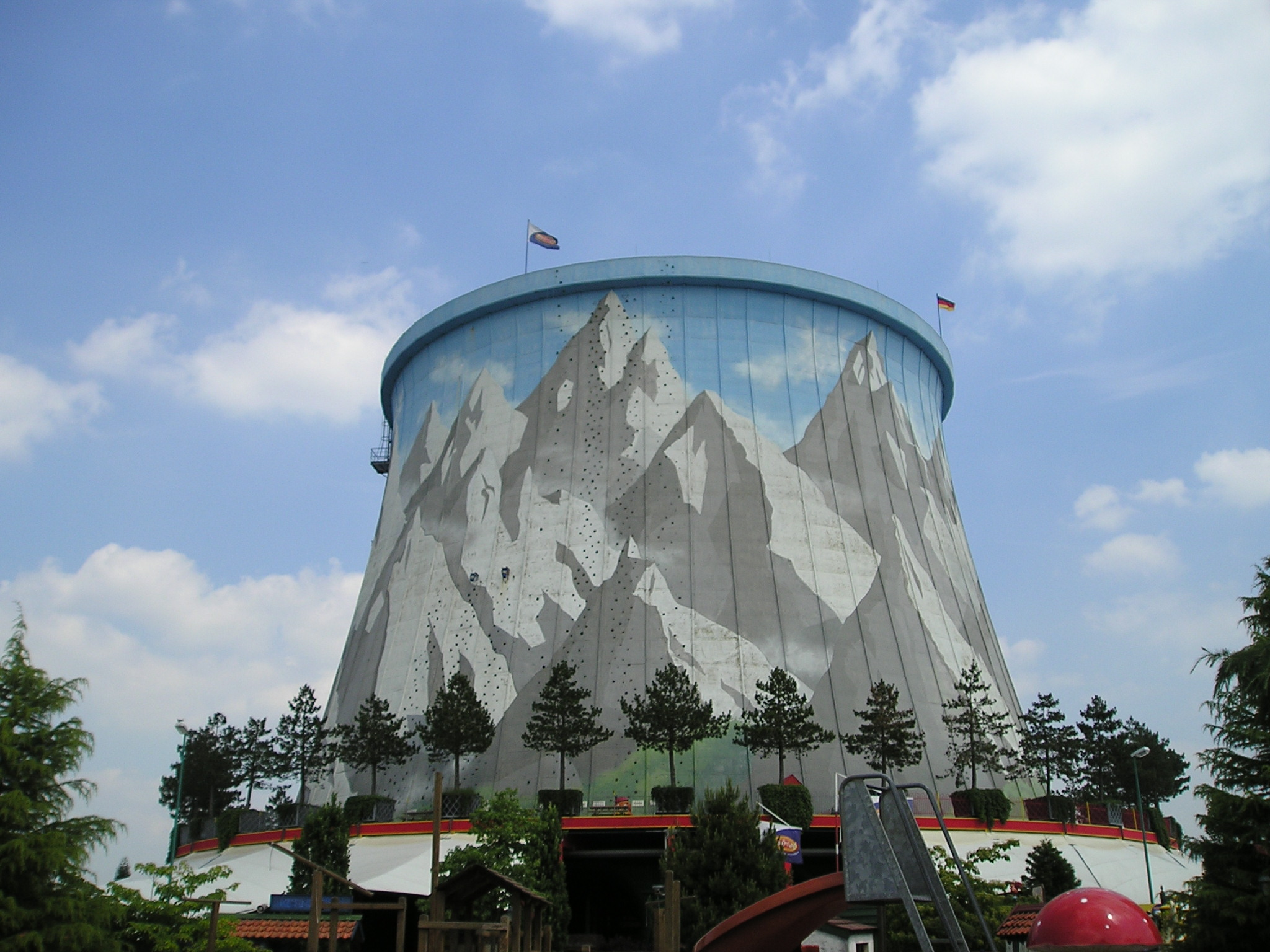
Ventilatorkühlturm des ehemaligen Kernkraftwerks Kalkar
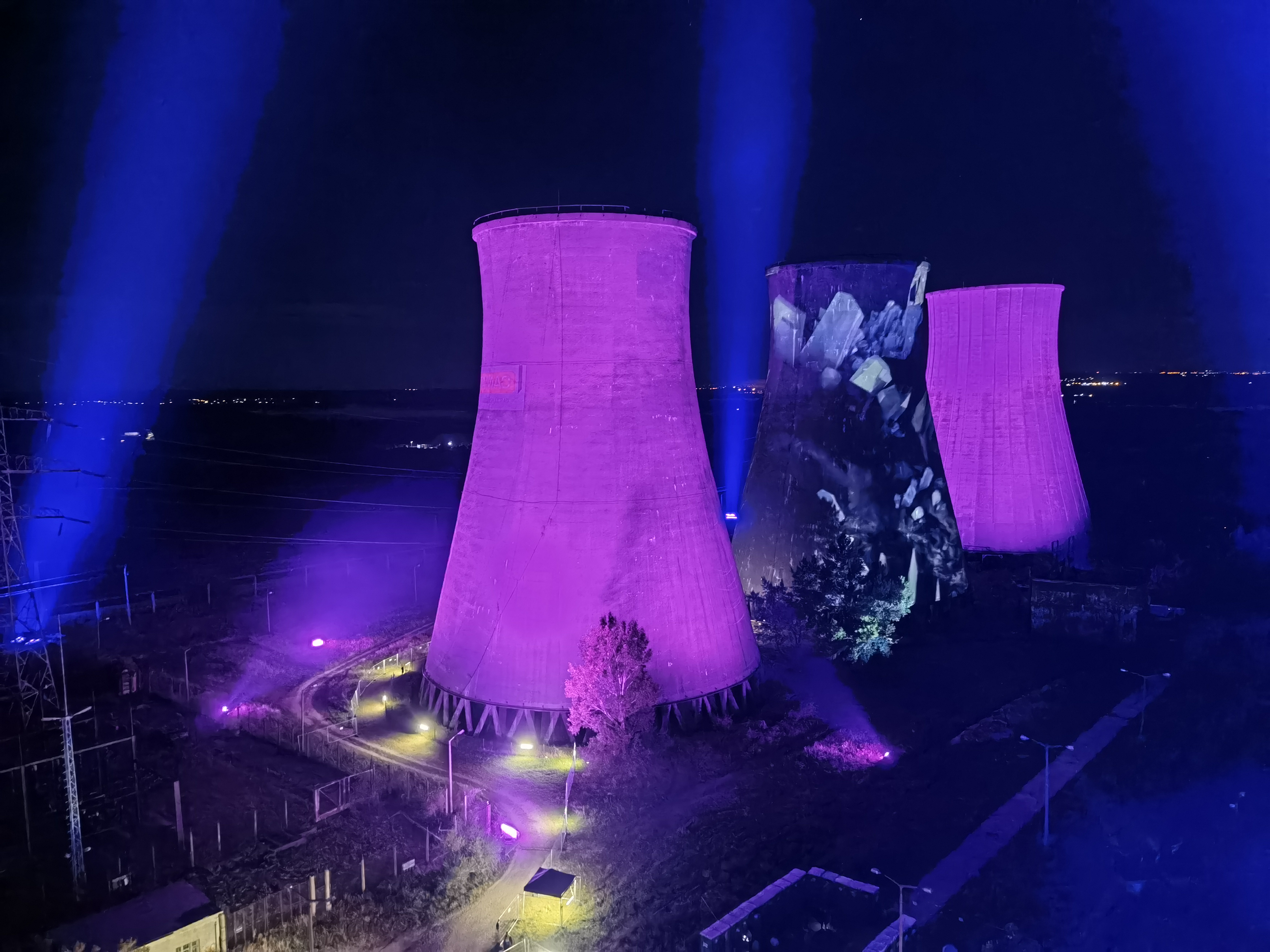
Gestaltung mit Lichtprojektionen

Teilweise werden Kühltürme auch als Malgrund oder Kunstobjekt im weiteren Sinne verwendet. Christoph Rihs gestaltete die größte Landkarte der Welt auf der 26.000 m² großen Außenseite des Kühlturmes des Kraftwerks Meppen-Hüntel (Emsland).
Ein weiteres Beispiel für die Nutzung eines Kühlturms als Kunstobjekt ist das Kernkraftwerk Cruas mit seinem Gemälde auf den Kühlturm. Auch in der Heraldik findet sich ein Kühlturm, so auf dem Wappen von Greppin.
Der Ventilatorkühlturm des ehemaligen Kernkraftwerks Kalkar wurde nach Umnutzung des Kraftwerks in einen Freizeitpark außen farblich mit einer Berglandschaft gestaltet und von innen mit einem Kettenkarussell ausgestattet.

### Politische Protestbotschaften durch Umweltschutzorganisationen

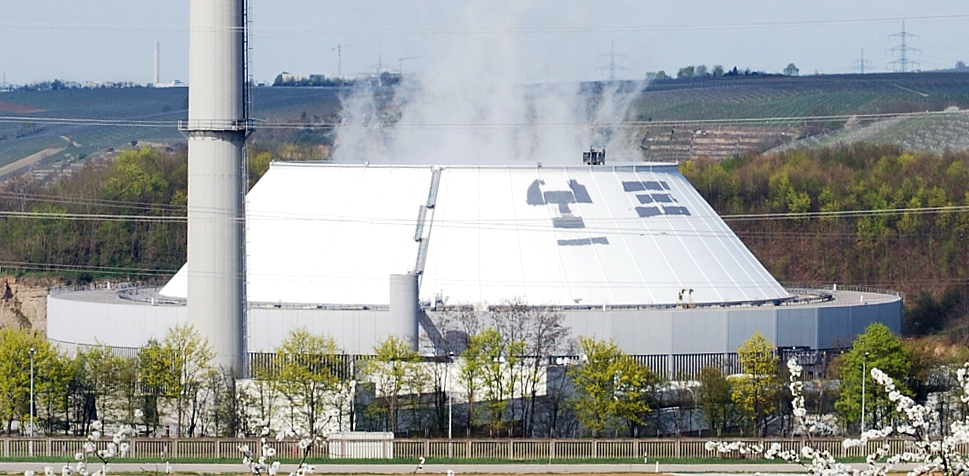
Übermalte Protestbotschaft „Atomkraft schadet dem Ländle!“ (2001, mit Totenkopfsymbol)[35] auf dem Hybridkühlturm des Kernkraftwerks Neckarwestheim
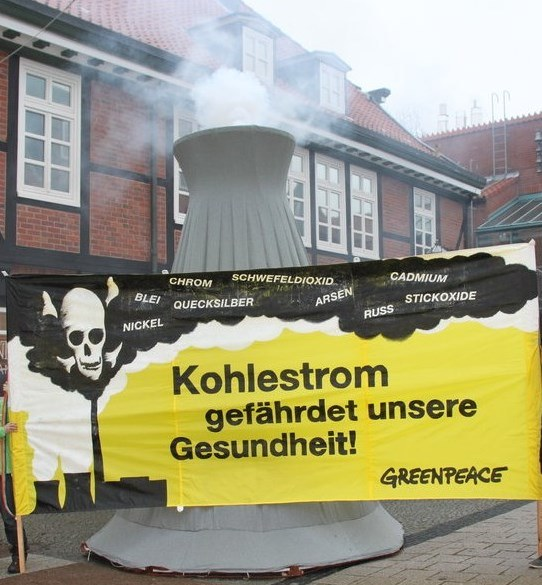
Rauchendes "Kühlturmmodell" zur Visualisierung der Proteste gegen neue Kohlekraftwerke
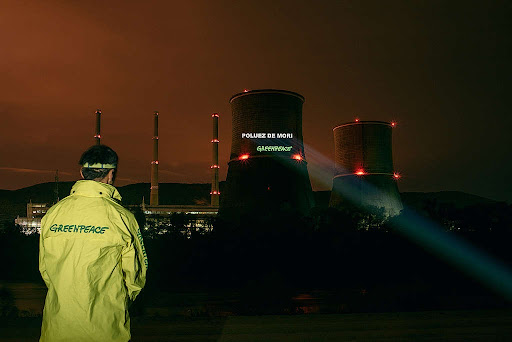
Projektion auf Kühlturm eines Kraftwerks

Insbesondere Kühltürme von Kernkraftwerken wurden von Umweltschutzorganisationen in der Vergangenheit als Objekt für Proteste genutzt.
In der Dunkelheit wurden beispielsweise Bilder auf sie projiziert, oder auch mit Farbe dauerhafte Botschaften angebracht.

## Sonstiges
Am denkmalgeschützten Sender Dobl aus um 1940, südwestlich von Graz steht ein hölzerner Kühlturm mit achteckigem Grundriss von etwa 7 m Breite, sich nach oben konisch verjüngend und etwa 20 m Höhe. Um 2000 war er stark mit Tauben besiedelt.
Die Doka Group hat eine selbstkletternde Kühlturmschalung zur Fertigung von hyperparaboloiden Naturzugkühlern mit täglichem Stahlbeton-Fertigungstakt entwickelt. 22° Neigung von der Vertikalen und minimal 70 m Krümmungsradius vertikal sind möglich.